# Comportamenti irregolari negli scacchi

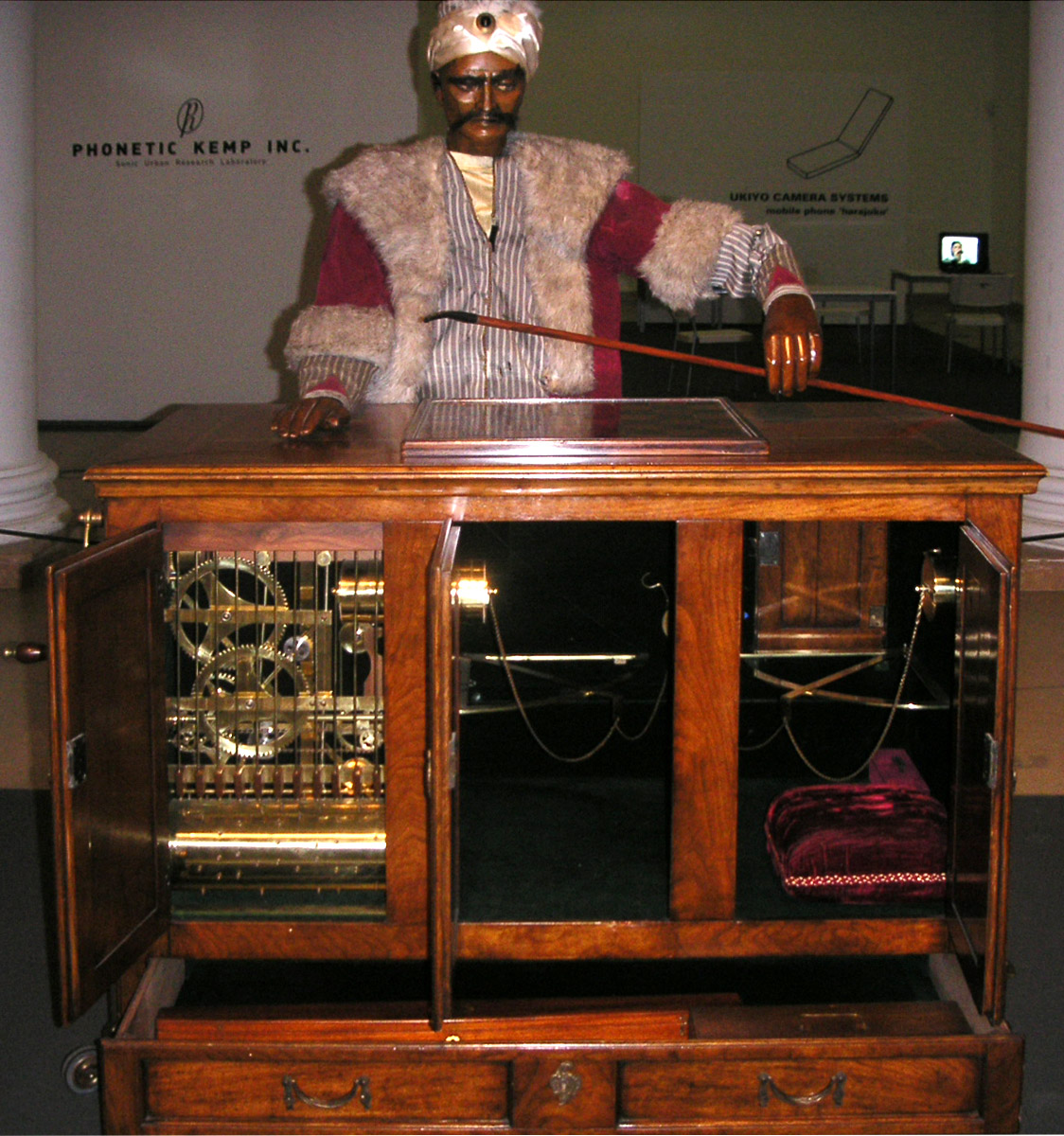
Moderna ricostruzione del Turco, una delle più note frodi scacchistiche della storia.

Negli scacchi vengono talvolta posti in essere dei comportamenti irregolari (alcuni dei quali noti anche con l'espressione inglese cheating, coniugazione del verbo to cheat, ovvero "barare") che consistono nell'infrangere deliberatamente le regole del gioco, solitamente di nascosto, al fine di ottenere un vantaggio a favore proprio, della propria squadra o di altri giocatori con i quali si è stretto un accordo.

## Storia
Il problema delle irregolarità nel gioco accompagna da sempre gli scacchi. Una leggenda narra che re Canuto d'Inghilterra avrebbe addirittura fatto uccidere un nobile danese a seguito di una contesa legata ad una partita a scacchi irregolare. Trucchi e aiuti esterni compaiono anche nell'immaginaria partita di scacchi tra Apollo e Mercurio descritta da Marco Gerolamo Vida nel suo poema Scacchia ludus, composto intorno al 1513.
Alcuni famosi inganni sono legati alle macchine per il gioco degli scacchi: il più conosciuto è quello dell'automa noto come Il Turco (1769), che era in realtà manovrato da un giocatore umano, e analoghi celebri imbrogli sono vennero realizzati nel caso di Ajeeb (1868) e Mephisto (1886). A partire dalla fine del XX secolo, grazie allo sviluppo dei software scacchistici, alla diffusione di computer portatili, palmari, agli smartphone e ai sistemi di comunicazione senza fili, il problema diventa principalmente l'opposto, ovvero l'uso illecito di mezzi informatici per aiutare gli umani.

## Tipologie di imbroglio
Esiste la possibilità di barare in modi ed in momenti diversi: prima, durante e dopo la partita. Le modalità più comuni per avvantaggiarsi in maniera irregolare consistono nel ricevere indicazioni durante il gioco da spettatori complici, aiutarsi con un computer nell'analisi della partita in corso, alterare il proprio rating Elo, violare la regola sul tocco dei pezzi, concordare il risultato (tipicamente la patta) con un altro giocatore colluso (anche a vantaggio o svantaggio di giocatori terzi), infastidire l'avversario in vario modo o fare uso di tattiche psicologiche. Alcune azioni che possono avvantaggiare un giocatore a danno dell'avversario non sono esplicitamente proibite dal regolamento (nella cui prefazione è specificato che le regole potrebbero non coprire ogni possibile situazione di gioco), dunque il ritenerle accettabili o meno dipende da un giudizio di tipo etico. Tuttavia l'articolo 12.1 del regolamento FIDE fornisce all'arbitro una certa libertà d'azione in questo senso, prevedendo che i giocatori non possano prendere iniziative che arrechino discredito alla partita. Ad esempio, reinserire nella scacchiera, senza farsi notare, un pezzo precedentemente catturato è una mossa illegale (e quindi sanzionabile con un'aggiunta di tempo all'avversario e il ripristino sulla scacchiera della posizione immediatamente precedente), ma in un simile caso la regola 12.1 può essere invocata dall'arbitro per applicare sanzioni più pesanti (anche la vittoria a tavolino) e punire il comportamento antisportivo.
Gli imbrogli irregolari non devono tuttavia essere confusi con altre situazioni di gioco note come swindle (che in inglese significa imbroglio, fregatura), nelle quali un giocatore in posizione chiaramente perdente tenta di ribaltare la partita sfruttando il senso di sicurezza dell'avversario e cercando di farlo cadere in qualche trappola. Queste situazioni si svolgono nel pieno rispetto delle regole e non possono essere classificate come imbrogli o irregolarità; tuttavia, vengono considerate da alcuni giocatori come comportamenti moralmente scorretti ed antisportivi, in quanto privano l'avversario di una vittoria meritata, nonostante siano spesso sequenze di mosse affascinanti (anche se non vincenti di per sé, ma basate su un errore avversario, a differenza delle usuali combinazioni).

## Collusione

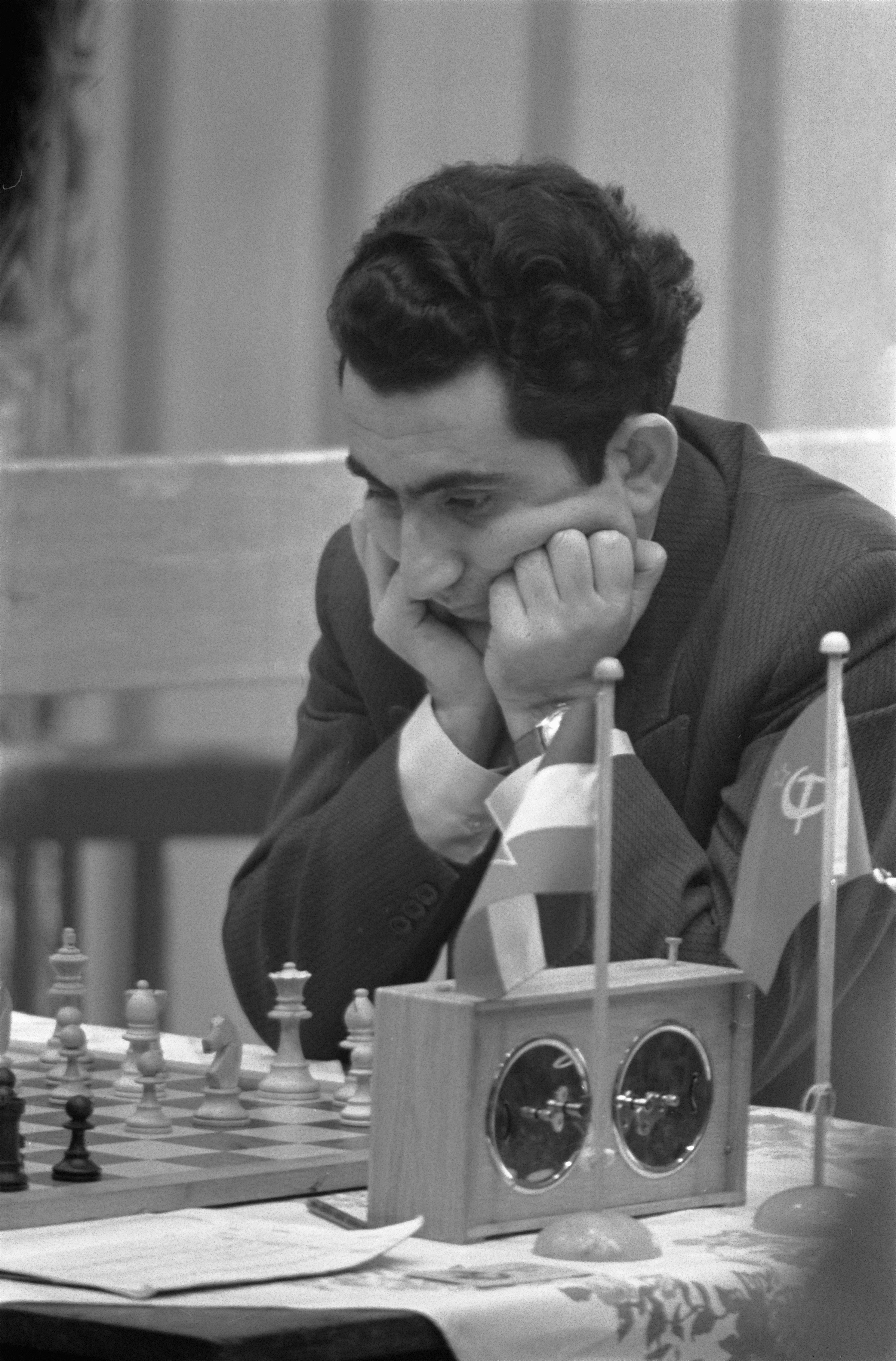
Tigran Petrosjan, vincitore del torneo dei candidati del 1962.

Nella storia degli scacchi non sono rare le accuse di collusione. Tipicamente si tratta di giocatori che perdono volontariamente o concordano preventivamente la patta per consentire a loro stessi o a qualche altro giocatore di ottenere un vantaggio, come una norma per il titolo di grande maestro, o per manipolare la classifica ed eventualmente l'assegnazione di premi. Tali comportamenti sono trattati esplicitamente e condannati nei regolamenti di alcune federazioni, come la USCF.
Molti maestri sovietici furono accusati di collusione reciproca a sfavore dei giocatori delle altre nazioni nel periodo tra il 1940 e il 1964, quando la scuola sovietica dominava incontrastata il panorama scacchistico internazionale. I maestri dell'URSS avrebbero alterato in questo modo molti tornei, anche se esistono pareri discordanti sull'effettiva entità di questo cartello scacchistico. Le accuse di collusione sono state sostenute anche da un'analisi statistica delle partite compiuta da ricercatori della Università Washington a Saint Louis.
Uno degli apici più significativi di questo fenomeno è ritenuto il torneo dei candidati che si tenne a Curaçao nel 1962, preliminare al campionato del mondo di scacchi del 1963. In quell'occasione si conclusero con la patta tutti e dodici gli scontri diretti fra i primi tre classificati, ovvero il vincitore Tigran Petrosjan (che concluse a 17,5 punti) e i secondi classificati ex aequo Paul Keres e Efim Geller (17 punti). Furono partite abbastanza brevi, in media solo 19 mosse ciascuna. Dopo la conclusione del torneo, in un articolo dell'edizione dell'agosto 1962 di Sports Illustrated intitolato The Russians Have Fixed World Chess, Bobby Fischer (arrivato quarto, con 14 punti) accusò i "russi" (in realtà i sovietici) di essere collusi fra loro a danno degli altri giocatori; secondo il grande maestro statunitense i primi tre classificati si sarebbero messi d'accordo per concludere con la patta i loro scontri diretti, mentre Viktor Korčnoj era d'accordo per perdere contro di loro.
L'accordo per le patte è ritenuto vero da diverse fonti, ma i tre giocatori sospettati non hanno mai confermato. In una intervista rilasciata nel 2002, Jurij Averbach (che all'epoca era leader della squadra sovietica) ha giustificato i fatti sostenendo che l'ormai anziano Keres stesse solo cercando di risparmiare le proprie energie, mentre il risultato tra Petrosjan e Geller sarebbe dovuto alla grande amicizia fra i due, per i quali le patte nei loro scontri diretti non erano una novità. L'accusa di Fischer a Korčnoj è invece meno credibile in quanto quest'ultimo, nonostante l'insofferenza verso il regime (che lo porterà a fuggire dall'Unione Sovietica nel 1976, subendo il ritiro del passaporto e il ripudio da parte della sua ormai ex federazione) non ha mai confermato la verità di quelle supposizioni, sostenendo invece di essere rimasto stupito per le brevi patte viste nel torneo che, se effettivamente fossero state davvero concordate, sarebbero state programmate a sua insaputa. Inoltre il distacco di Fischer dal trio russo era notevole e non era necessario sacrificare volontariamente le partite di Korčnoj per assicurare il predominio dei sovietici nel torneo. Un altro elemento che depone a sfavore delle tesi di Fischer è costituito dal fatto che i risultati della collusione favorirono Petrosjan, che non era in buon rapporti con Korčnoj.
A seguito delle pesanti accuse mosse, la FIDE reagì cambiando il formato dei successivi tornei dei candidati al fine di eliminare possibili complicità fra i partecipanti. A partire infatti dal ciclo di qualificazioni successivo, che avrebbe portato al mondiale del 1966, il torneo round-robin è stato sostituito da una serie di match ad eliminazione diretta, con quarti di finale e semifinale al meglio delle dieci partite e una finale al meglio delle dodici.

## Aiuti esterni nella posizione aggiornata

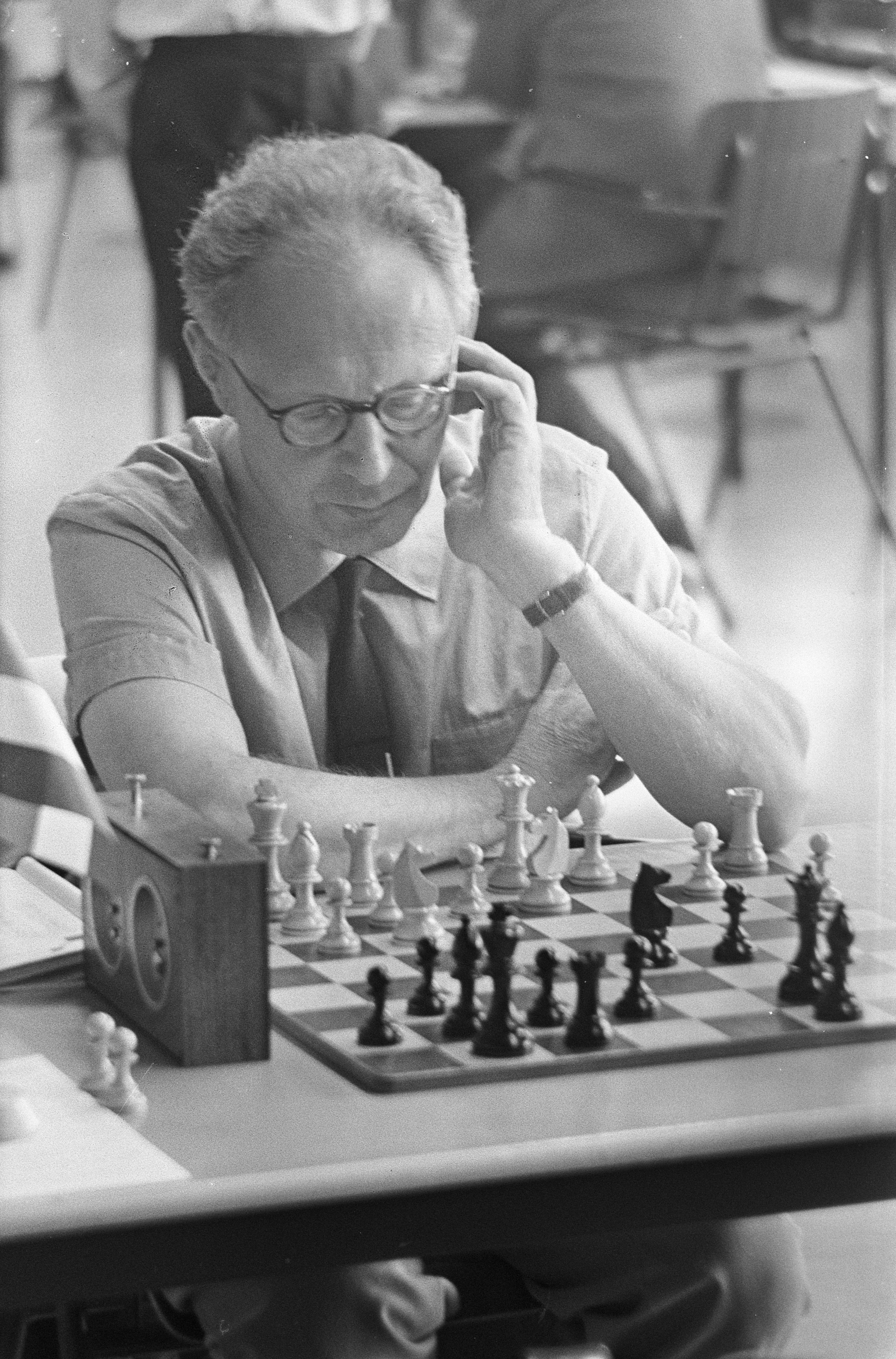
Michail Botvinnik nel 1966.

I sovietici furono accusati anche di fornire e impiegare aiuti nell'analisi della posizione aggiornata: ad esempio, Pál Benkő ha affermato che, nel corso dello stesso torneo dei candidati di Curaçao, Petrosjan e Geller gli offrirono il loro aiuto per la sua partita contro Keres, che però lui ha rifiutato.
|   | a | b | c | d | e | f | g | h |   |
| 8 | a7 pedone del nero · c7 torre del nero · h7 pedone del nero · b6 pedone del nero · g6 pedone del nero · g5 re del nero · a4 pedone del bianco · f3 torre del bianco · g3 re del bianco · h3 pedone del bianco · f2 pedone del bianco | a7 pedone del nero · c7 torre del nero · h7 pedone del nero · b6 pedone del nero · g6 pedone del nero · g5 re del nero · a4 pedone del bianco · f3 torre del bianco · g3 re del bianco · h3 pedone del bianco · f2 pedone del bianco | a7 pedone del nero · c7 torre del nero · h7 pedone del nero · b6 pedone del nero · g6 pedone del nero · g5 re del nero · a4 pedone del bianco · f3 torre del bianco · g3 re del bianco · h3 pedone del bianco · f2 pedone del bianco | a7 pedone del nero · c7 torre del nero · h7 pedone del nero · b6 pedone del nero · g6 pedone del nero · g5 re del nero · a4 pedone del bianco · f3 torre del bianco · g3 re del bianco · h3 pedone del bianco · f2 pedone del bianco | a7 pedone del nero · c7 torre del nero · h7 pedone del nero · b6 pedone del nero · g6 pedone del nero · g5 re del nero · a4 pedone del bianco · f3 torre del bianco · g3 re del bianco · h3 pedone del bianco · f2 pedone del bianco | a7 pedone del nero · c7 torre del nero · h7 pedone del nero · b6 pedone del nero · g6 pedone del nero · g5 re del nero · a4 pedone del bianco · f3 torre del bianco · g3 re del bianco · h3 pedone del bianco · f2 pedone del bianco | a7 pedone del nero · c7 torre del nero · h7 pedone del nero · b6 pedone del nero · g6 pedone del nero · g5 re del nero · a4 pedone del bianco · f3 torre del bianco · g3 re del bianco · h3 pedone del bianco · f2 pedone del bianco | a7 pedone del nero · c7 torre del nero · h7 pedone del nero · b6 pedone del nero · g6 pedone del nero · g5 re del nero · a4 pedone del bianco · f3 torre del bianco · g3 re del bianco · h3 pedone del bianco · f2 pedone del bianco | 8 |
| 7 | a7 pedone del nero · c7 torre del nero · h7 pedone del nero · b6 pedone del nero · g6 pedone del nero · g5 re del nero · a4 pedone del bianco · f3 torre del bianco · g3 re del bianco · h3 pedone del bianco · f2 pedone del bianco | a7 pedone del nero · c7 torre del nero · h7 pedone del nero · b6 pedone del nero · g6 pedone del nero · g5 re del nero · a4 pedone del bianco · f3 torre del bianco · g3 re del bianco · h3 pedone del bianco · f2 pedone del bianco | a7 pedone del nero · c7 torre del nero · h7 pedone del nero · b6 pedone del nero · g6 pedone del nero · g5 re del nero · a4 pedone del bianco · f3 torre del bianco · g3 re del bianco · h3 pedone del bianco · f2 pedone del bianco | a7 pedone del nero · c7 torre del nero · h7 pedone del nero · b6 pedone del nero · g6 pedone del nero · g5 re del nero · a4 pedone del bianco · f3 torre del bianco · g3 re del bianco · h3 pedone del bianco · f2 pedone del bianco | a7 pedone del nero · c7 torre del nero · h7 pedone del nero · b6 pedone del nero · g6 pedone del nero · g5 re del nero · a4 pedone del bianco · f3 torre del bianco · g3 re del bianco · h3 pedone del bianco · f2 pedone del bianco | a7 pedone del nero · c7 torre del nero · h7 pedone del nero · b6 pedone del nero · g6 pedone del nero · g5 re del nero · a4 pedone del bianco · f3 torre del bianco · g3 re del bianco · h3 pedone del bianco · f2 pedone del bianco | a7 pedone del nero · c7 torre del nero · h7 pedone del nero · b6 pedone del nero · g6 pedone del nero · g5 re del nero · a4 pedone del bianco · f3 torre del bianco · g3 re del bianco · h3 pedone del bianco · f2 pedone del bianco | a7 pedone del nero · c7 torre del nero · h7 pedone del nero · b6 pedone del nero · g6 pedone del nero · g5 re del nero · a4 pedone del bianco · f3 torre del bianco · g3 re del bianco · h3 pedone del bianco · f2 pedone del bianco | 7 |
| 6 | a7 pedone del nero · c7 torre del nero · h7 pedone del nero · b6 pedone del nero · g6 pedone del nero · g5 re del nero · a4 pedone del bianco · f3 torre del bianco · g3 re del bianco · h3 pedone del bianco · f2 pedone del bianco | a7 pedone del nero · c7 torre del nero · h7 pedone del nero · b6 pedone del nero · g6 pedone del nero · g5 re del nero · a4 pedone del bianco · f3 torre del bianco · g3 re del bianco · h3 pedone del bianco · f2 pedone del bianco | a7 pedone del nero · c7 torre del nero · h7 pedone del nero · b6 pedone del nero · g6 pedone del nero · g5 re del nero · a4 pedone del bianco · f3 torre del bianco · g3 re del bianco · h3 pedone del bianco · f2 pedone del bianco | a7 pedone del nero · c7 torre del nero · h7 pedone del nero · b6 pedone del nero · g6 pedone del nero · g5 re del nero · a4 pedone del bianco · f3 torre del bianco · g3 re del bianco · h3 pedone del bianco · f2 pedone del bianco | a7 pedone del nero · c7 torre del nero · h7 pedone del nero · b6 pedone del nero · g6 pedone del nero · g5 re del nero · a4 pedone del bianco · f3 torre del bianco · g3 re del bianco · h3 pedone del bianco · f2 pedone del bianco | a7 pedone del nero · c7 torre del nero · h7 pedone del nero · b6 pedone del nero · g6 pedone del nero · g5 re del nero · a4 pedone del bianco · f3 torre del bianco · g3 re del bianco · h3 pedone del bianco · f2 pedone del bianco | a7 pedone del nero · c7 torre del nero · h7 pedone del nero · b6 pedone del nero · g6 pedone del nero · g5 re del nero · a4 pedone del bianco · f3 torre del bianco · g3 re del bianco · h3 pedone del bianco · f2 pedone del bianco | a7 pedone del nero · c7 torre del nero · h7 pedone del nero · b6 pedone del nero · g6 pedone del nero · g5 re del nero · a4 pedone del bianco · f3 torre del bianco · g3 re del bianco · h3 pedone del bianco · f2 pedone del bianco | 6 |
| 5 | a7 pedone del nero · c7 torre del nero · h7 pedone del nero · b6 pedone del nero · g6 pedone del nero · g5 re del nero · a4 pedone del bianco · f3 torre del bianco · g3 re del bianco · h3 pedone del bianco · f2 pedone del bianco | a7 pedone del nero · c7 torre del nero · h7 pedone del nero · b6 pedone del nero · g6 pedone del nero · g5 re del nero · a4 pedone del bianco · f3 torre del bianco · g3 re del bianco · h3 pedone del bianco · f2 pedone del bianco | a7 pedone del nero · c7 torre del nero · h7 pedone del nero · b6 pedone del nero · g6 pedone del nero · g5 re del nero · a4 pedone del bianco · f3 torre del bianco · g3 re del bianco · h3 pedone del bianco · f2 pedone del bianco | a7 pedone del nero · c7 torre del nero · h7 pedone del nero · b6 pedone del nero · g6 pedone del nero · g5 re del nero · a4 pedone del bianco · f3 torre del bianco · g3 re del bianco · h3 pedone del bianco · f2 pedone del bianco | a7 pedone del nero · c7 torre del nero · h7 pedone del nero · b6 pedone del nero · g6 pedone del nero · g5 re del nero · a4 pedone del bianco · f3 torre del bianco · g3 re del bianco · h3 pedone del bianco · f2 pedone del bianco | a7 pedone del nero · c7 torre del nero · h7 pedone del nero · b6 pedone del nero · g6 pedone del nero · g5 re del nero · a4 pedone del bianco · f3 torre del bianco · g3 re del bianco · h3 pedone del bianco · f2 pedone del bianco | a7 pedone del nero · c7 torre del nero · h7 pedone del nero · b6 pedone del nero · g6 pedone del nero · g5 re del nero · a4 pedone del bianco · f3 torre del bianco · g3 re del bianco · h3 pedone del bianco · f2 pedone del bianco | a7 pedone del nero · c7 torre del nero · h7 pedone del nero · b6 pedone del nero · g6 pedone del nero · g5 re del nero · a4 pedone del bianco · f3 torre del bianco · g3 re del bianco · h3 pedone del bianco · f2 pedone del bianco | 5 |
| 4 | a7 pedone del nero · c7 torre del nero · h7 pedone del nero · b6 pedone del nero · g6 pedone del nero · g5 re del nero · a4 pedone del bianco · f3 torre del bianco · g3 re del bianco · h3 pedone del bianco · f2 pedone del bianco | a7 pedone del nero · c7 torre del nero · h7 pedone del nero · b6 pedone del nero · g6 pedone del nero · g5 re del nero · a4 pedone del bianco · f3 torre del bianco · g3 re del bianco · h3 pedone del bianco · f2 pedone del bianco | a7 pedone del nero · c7 torre del nero · h7 pedone del nero · b6 pedone del nero · g6 pedone del nero · g5 re del nero · a4 pedone del bianco · f3 torre del bianco · g3 re del bianco · h3 pedone del bianco · f2 pedone del bianco | a7 pedone del nero · c7 torre del nero · h7 pedone del nero · b6 pedone del nero · g6 pedone del nero · g5 re del nero · a4 pedone del bianco · f3 torre del bianco · g3 re del bianco · h3 pedone del bianco · f2 pedone del bianco | a7 pedone del nero · c7 torre del nero · h7 pedone del nero · b6 pedone del nero · g6 pedone del nero · g5 re del nero · a4 pedone del bianco · f3 torre del bianco · g3 re del bianco · h3 pedone del bianco · f2 pedone del bianco | a7 pedone del nero · c7 torre del nero · h7 pedone del nero · b6 pedone del nero · g6 pedone del nero · g5 re del nero · a4 pedone del bianco · f3 torre del bianco · g3 re del bianco · h3 pedone del bianco · f2 pedone del bianco | a7 pedone del nero · c7 torre del nero · h7 pedone del nero · b6 pedone del nero · g6 pedone del nero · g5 re del nero · a4 pedone del bianco · f3 torre del bianco · g3 re del bianco · h3 pedone del bianco · f2 pedone del bianco | a7 pedone del nero · c7 torre del nero · h7 pedone del nero · b6 pedone del nero · g6 pedone del nero · g5 re del nero · a4 pedone del bianco · f3 torre del bianco · g3 re del bianco · h3 pedone del bianco · f2 pedone del bianco | 4 |
| 3 | a7 pedone del nero · c7 torre del nero · h7 pedone del nero · b6 pedone del nero · g6 pedone del nero · g5 re del nero · a4 pedone del bianco · f3 torre del bianco · g3 re del bianco · h3 pedone del bianco · f2 pedone del bianco | a7 pedone del nero · c7 torre del nero · h7 pedone del nero · b6 pedone del nero · g6 pedone del nero · g5 re del nero · a4 pedone del bianco · f3 torre del bianco · g3 re del bianco · h3 pedone del bianco · f2 pedone del bianco | a7 pedone del nero · c7 torre del nero · h7 pedone del nero · b6 pedone del nero · g6 pedone del nero · g5 re del nero · a4 pedone del bianco · f3 torre del bianco · g3 re del bianco · h3 pedone del bianco · f2 pedone del bianco | a7 pedone del nero · c7 torre del nero · h7 pedone del nero · b6 pedone del nero · g6 pedone del nero · g5 re del nero · a4 pedone del bianco · f3 torre del bianco · g3 re del bianco · h3 pedone del bianco · f2 pedone del bianco | a7 pedone del nero · c7 torre del nero · h7 pedone del nero · b6 pedone del nero · g6 pedone del nero · g5 re del nero · a4 pedone del bianco · f3 torre del bianco · g3 re del bianco · h3 pedone del bianco · f2 pedone del bianco | a7 pedone del nero · c7 torre del nero · h7 pedone del nero · b6 pedone del nero · g6 pedone del nero · g5 re del nero · a4 pedone del bianco · f3 torre del bianco · g3 re del bianco · h3 pedone del bianco · f2 pedone del bianco | a7 pedone del nero · c7 torre del nero · h7 pedone del nero · b6 pedone del nero · g6 pedone del nero · g5 re del nero · a4 pedone del bianco · f3 torre del bianco · g3 re del bianco · h3 pedone del bianco · f2 pedone del bianco | a7 pedone del nero · c7 torre del nero · h7 pedone del nero · b6 pedone del nero · g6 pedone del nero · g5 re del nero · a4 pedone del bianco · f3 torre del bianco · g3 re del bianco · h3 pedone del bianco · f2 pedone del bianco | 3 |
| 2 | a7 pedone del nero · c7 torre del nero · h7 pedone del nero · b6 pedone del nero · g6 pedone del nero · g5 re del nero · a4 pedone del bianco · f3 torre del bianco · g3 re del bianco · h3 pedone del bianco · f2 pedone del bianco | a7 pedone del nero · c7 torre del nero · h7 pedone del nero · b6 pedone del nero · g6 pedone del nero · g5 re del nero · a4 pedone del bianco · f3 torre del bianco · g3 re del bianco · h3 pedone del bianco · f2 pedone del bianco | a7 pedone del nero · c7 torre del nero · h7 pedone del nero · b6 pedone del nero · g6 pedone del nero · g5 re del nero · a4 pedone del bianco · f3 torre del bianco · g3 re del bianco · h3 pedone del bianco · f2 pedone del bianco | a7 pedone del nero · c7 torre del nero · h7 pedone del nero · b6 pedone del nero · g6 pedone del nero · g5 re del nero · a4 pedone del bianco · f3 torre del bianco · g3 re del bianco · h3 pedone del bianco · f2 pedone del bianco | a7 pedone del nero · c7 torre del nero · h7 pedone del nero · b6 pedone del nero · g6 pedone del nero · g5 re del nero · a4 pedone del bianco · f3 torre del bianco · g3 re del bianco · h3 pedone del bianco · f2 pedone del bianco | a7 pedone del nero · c7 torre del nero · h7 pedone del nero · b6 pedone del nero · g6 pedone del nero · g5 re del nero · a4 pedone del bianco · f3 torre del bianco · g3 re del bianco · h3 pedone del bianco · f2 pedone del bianco | a7 pedone del nero · c7 torre del nero · h7 pedone del nero · b6 pedone del nero · g6 pedone del nero · g5 re del nero · a4 pedone del bianco · f3 torre del bianco · g3 re del bianco · h3 pedone del bianco · f2 pedone del bianco | a7 pedone del nero · c7 torre del nero · h7 pedone del nero · b6 pedone del nero · g6 pedone del nero · g5 re del nero · a4 pedone del bianco · f3 torre del bianco · g3 re del bianco · h3 pedone del bianco · f2 pedone del bianco | 2 |
| 1 | a7 pedone del nero · c7 torre del nero · h7 pedone del nero · b6 pedone del nero · g6 pedone del nero · g5 re del nero · a4 pedone del bianco · f3 torre del bianco · g3 re del bianco · h3 pedone del bianco · f2 pedone del bianco | a7 pedone del nero · c7 torre del nero · h7 pedone del nero · b6 pedone del nero · g6 pedone del nero · g5 re del nero · a4 pedone del bianco · f3 torre del bianco · g3 re del bianco · h3 pedone del bianco · f2 pedone del bianco | a7 pedone del nero · c7 torre del nero · h7 pedone del nero · b6 pedone del nero · g6 pedone del nero · g5 re del nero · a4 pedone del bianco · f3 torre del bianco · g3 re del bianco · h3 pedone del bianco · f2 pedone del bianco | a7 pedone del nero · c7 torre del nero · h7 pedone del nero · b6 pedone del nero · g6 pedone del nero · g5 re del nero · a4 pedone del bianco · f3 torre del bianco · g3 re del bianco · h3 pedone del bianco · f2 pedone del bianco | a7 pedone del nero · c7 torre del nero · h7 pedone del nero · b6 pedone del nero · g6 pedone del nero · g5 re del nero · a4 pedone del bianco · f3 torre del bianco · g3 re del bianco · h3 pedone del bianco · f2 pedone del bianco | a7 pedone del nero · c7 torre del nero · h7 pedone del nero · b6 pedone del nero · g6 pedone del nero · g5 re del nero · a4 pedone del bianco · f3 torre del bianco · g3 re del bianco · h3 pedone del bianco · f2 pedone del bianco | a7 pedone del nero · c7 torre del nero · h7 pedone del nero · b6 pedone del nero · g6 pedone del nero · g5 re del nero · a4 pedone del bianco · f3 torre del bianco · g3 re del bianco · h3 pedone del bianco · f2 pedone del bianco | a7 pedone del nero · c7 torre del nero · h7 pedone del nero · b6 pedone del nero · g6 pedone del nero · g5 re del nero · a4 pedone del bianco · f3 torre del bianco · g3 re del bianco · h3 pedone del bianco · f2 pedone del bianco | 1 |
|   | a | b | c | d | e | f | g | h |   |

Un celebre caso di aiuto durante l'aggiornamento avvenne alle Olimpiadi degli scacchi del 1962, disputate a Varna. Nel corso dell'incontro fra Unione Sovietica e Stati Uniti si affrontarono in prima scacchiera il campione del mondo in carica Michail Botvinnik e il diciannovenne Bobby Fischer; quando la partita tra i due venne aggiornata, il giocatore statunitense era in una posizione vincente. Botvinnik era molto preoccupato per il risultato e la sua tensione era aggravata dal fatto di avere una pessima considerazione del giovane americano, che considerava un nemico dell'Unione Sovietica soprattutto alla luce delle sue accuse di collusione mosse verso i sovietici pochi mesi prima (dopo il torneo dei candidati del 1962). Fischer cenò da solo e andò a dormire presto, dopo una breve analisi della posizione. L'intera squadra sovietica si riunì invece fino alle cinque e mezza del mattino successivo per analizzare la posizione, chiedendo anche per telefono il parere di Jurij Averbach, grande esperto di finali, che si trovava a Mosca. Geller individuò la possibilità di patta e Botvinnik si presentò il giorno dopo di ottimo umore sulla scacchiera, sorprendendo il giovane statunitense, il quale, fiducioso del suo vantaggio, non si aspettava di dover fronteggiare un'intera notte di analisi congiunta effettuata da sette GM sovietici. Fischer si vide costretto ad offrire la patta; questa vicenda lo colpì tanto che nei successivi due anni non partecipò ad eventi internazionali, ritenendo che Botvinnik fosse un giocatore non all'altezza del titolo, che si manteneva ai vertici grazie ad una grande abilità politica, e sostenendo di non voler più avere a che fare con i "bari comunisti".
Un altro caso noto avvenne nel torneo di Wijk aan Zee del 1969, dove Efim Geller riuscì a battere Friðrik Ólafsson grazie ad una idea fornitagli da Botvinnik nell'analisi della posizione aggiornata, mentre si consultava con questi e con Paul Keres.
Con lo sviluppo della tecnologia la pratica dell'aggiornamento è stata abbandonata, in quanto è impossibile prevenire l'uso del computer nell'analisi. Gli aiuti esterni alla sala di gioco nell'analisi della posizione aggiornata, quando questa venisse ancora applicata, sono consentiti nei regolamenti di alcune federazioni (come la USCF) in quanto rilevare le infrazioni è giudicato tecnicamente impossibile e la regola costituirebbe solo uno svantaggio per i giocatori onesti che la rispettassero.

## Ausili tecnologici
Le potenzialità offerte dai computer nell'analisi del gioco sono cresciute tantissimo verso la fine del XX secolo e l'uso di mezzi informatici è ovviamente proibito nei tornei di scacchi. Nel 1998 è nata invece una modalità di gioco detta scacchi avanzati, nel quale gli umani possono essere assistiti dal computer nell'analisi. Lo sviluppo e la diffusione di mezzi tecnologici di comunicazione mobili, come i cellulari, e di computer tascabili (come PDA e smartphone) ha messo a disposizione dei bari nuovi strumenti per creare vantaggi illeciti nel gioco, noti comunemente con il termine inglese cheating. I dispositivi possono essere usati direttamente dal giocatore, oppure questi può tenersi in contatto con uno o più complici che si occupano dell'analisi. Nelle competizioni ufficiali ai giocatori è proibito l'abbandono dell'area di gioco senza autorizzazione dell'arbitro ed è proibito l'uso di mezzi di comunicazione elettronici, come i telefoni cellulari. È inoltre vietato ai giocatori prendere appunti (tranne l'annotazione delle mosse sul formulario di gioco) o analizzare la partita su un'altra scacchiera. Le federazioni hanno sviluppato ulteriori contromisure di vario tipo, anche controlli con metal detector o perquisizioni fisiche prima dell'accesso all'area di gioco.

### L'esperimento Pfleger-Belle
Uno dei primi casi conosciuti di imbroglio tecnologico negli scacchi fu un esperimento volto alla raccolta di dati per la preparazione di un articolo sull'informatica applicata agli scacchi, condotto ad Amburgo nell'agosto 1980, in occasione del Festival degli scacchi, da Frederic Friedel e Ken Thompson con l'aiuto di alcuni dipendenti di una rete televisiva tedesca. La "vittima" fu il grande maestro Helmut Pfleger, in occasione di una simultanea da lui giocata.
Un giovane collega di Friedel, Dieter Steinwender, prese parte alla simultanea. Friedel era tra gli spettatori e seguiva la sua partita con un binocolo, tenendosi in contatto telefonico con Thompson, che si trovava nel New Jersey ed analizzava la partita con Belle, il primo computer espressamente progettato per gli scacchi, sviluppato dallo stesso Thompson presso i Bell Labs. Quando Pfleger stava per tornare sulla scacchiera di Steinwender, Friedel si faceva comunicare la migliore mossa elaborata e la trasmetteva al complice sulla scacchiera, che aveva una radio nascosta nei capelli e un auricolare. Pfleger vinse tutte le partite, perdendo solo quella contro Steinwender/Belle dove, pur essendo in vantaggio, aveva commesso un errore alla quarantanovesima mossa. L'inganno era però finalizzato allo studio scientifico, non alla frode sportiva, infatti al termine della partita gli artefici hanno intervistato subito il grande maestro, che disse di non aver notato niente di particolare, restando stupito nello scoprire che una partita era stata giocata da un computer.
Un ulteriore esperimento consisté nel selezionare cinque partite della simultanea, tra le quali quella giocata contro Belle, ed inviarle a numerosi esperti di tutto il mondo con la richiesta di individuare quale di queste fosse quella giocata dal computer. La maggior parte degli informatici individuò correttamente la partita, mentre la maggior parte degli esperti di scacchi diede la risposta sbagliata. Una notevole eccezione fu quella dell'allora diciassettenne Garri Kasparov, sempre molto interessato all'applicazione dei computer nello studio degli scacchi. Friedel lo incontrò alla cena di chiusura del campionato del mondo juniores di scacchi di Dortmund, che il giovane Garri aveva appena vinto, e gli mostrò le partite. Kasparov individuò con sicurezza la partita giusta, spiegando che era l'unica a non contenere errori tattici, che un computer non avrebbe mai commesso.

### Il caso "von Neumann"
|   | a | b | c | d | e | f | g | h |   |
| 8 | a8 torre del nero · b8 cavallo del nero · c8 alfiere del nero · d8 donna del nero · e8 re del nero · h8 torre del nero · a7 pedone del nero · b7 pedone del nero · d7 pedone del nero · f7 pedone del nero · g7 pedone del nero · h7 pedone del nero · e6 pedone del nero · e5 pedone del bianco · d4 cavallo del bianco · c3 alfiere del nero · a2 pedone del bianco · b2 pedone del bianco · c2 pedone del bianco · f2 pedone del bianco · g2 pedone del bianco · h2 pedone del bianco · a1 torre del bianco · d1 donna del bianco · e1 re del bianco · f1 alfiere del bianco · h1 torre del bianco | a8 torre del nero · b8 cavallo del nero · c8 alfiere del nero · d8 donna del nero · e8 re del nero · h8 torre del nero · a7 pedone del nero · b7 pedone del nero · d7 pedone del nero · f7 pedone del nero · g7 pedone del nero · h7 pedone del nero · e6 pedone del nero · e5 pedone del bianco · d4 cavallo del bianco · c3 alfiere del nero · a2 pedone del bianco · b2 pedone del bianco · c2 pedone del bianco · f2 pedone del bianco · g2 pedone del bianco · h2 pedone del bianco · a1 torre del bianco · d1 donna del bianco · e1 re del bianco · f1 alfiere del bianco · h1 torre del bianco | a8 torre del nero · b8 cavallo del nero · c8 alfiere del nero · d8 donna del nero · e8 re del nero · h8 torre del nero · a7 pedone del nero · b7 pedone del nero · d7 pedone del nero · f7 pedone del nero · g7 pedone del nero · h7 pedone del nero · e6 pedone del nero · e5 pedone del bianco · d4 cavallo del bianco · c3 alfiere del nero · a2 pedone del bianco · b2 pedone del bianco · c2 pedone del bianco · f2 pedone del bianco · g2 pedone del bianco · h2 pedone del bianco · a1 torre del bianco · d1 donna del bianco · e1 re del bianco · f1 alfiere del bianco · h1 torre del bianco | a8 torre del nero · b8 cavallo del nero · c8 alfiere del nero · d8 donna del nero · e8 re del nero · h8 torre del nero · a7 pedone del nero · b7 pedone del nero · d7 pedone del nero · f7 pedone del nero · g7 pedone del nero · h7 pedone del nero · e6 pedone del nero · e5 pedone del bianco · d4 cavallo del bianco · c3 alfiere del nero · a2 pedone del bianco · b2 pedone del bianco · c2 pedone del bianco · f2 pedone del bianco · g2 pedone del bianco · h2 pedone del bianco · a1 torre del bianco · d1 donna del bianco · e1 re del bianco · f1 alfiere del bianco · h1 torre del bianco | a8 torre del nero · b8 cavallo del nero · c8 alfiere del nero · d8 donna del nero · e8 re del nero · h8 torre del nero · a7 pedone del nero · b7 pedone del nero · d7 pedone del nero · f7 pedone del nero · g7 pedone del nero · h7 pedone del nero · e6 pedone del nero · e5 pedone del bianco · d4 cavallo del bianco · c3 alfiere del nero · a2 pedone del bianco · b2 pedone del bianco · c2 pedone del bianco · f2 pedone del bianco · g2 pedone del bianco · h2 pedone del bianco · a1 torre del bianco · d1 donna del bianco · e1 re del bianco · f1 alfiere del bianco · h1 torre del bianco | a8 torre del nero · b8 cavallo del nero · c8 alfiere del nero · d8 donna del nero · e8 re del nero · h8 torre del nero · a7 pedone del nero · b7 pedone del nero · d7 pedone del nero · f7 pedone del nero · g7 pedone del nero · h7 pedone del nero · e6 pedone del nero · e5 pedone del bianco · d4 cavallo del bianco · c3 alfiere del nero · a2 pedone del bianco · b2 pedone del bianco · c2 pedone del bianco · f2 pedone del bianco · g2 pedone del bianco · h2 pedone del bianco · a1 torre del bianco · d1 donna del bianco · e1 re del bianco · f1 alfiere del bianco · h1 torre del bianco | a8 torre del nero · b8 cavallo del nero · c8 alfiere del nero · d8 donna del nero · e8 re del nero · h8 torre del nero · a7 pedone del nero · b7 pedone del nero · d7 pedone del nero · f7 pedone del nero · g7 pedone del nero · h7 pedone del nero · e6 pedone del nero · e5 pedone del bianco · d4 cavallo del bianco · c3 alfiere del nero · a2 pedone del bianco · b2 pedone del bianco · c2 pedone del bianco · f2 pedone del bianco · g2 pedone del bianco · h2 pedone del bianco · a1 torre del bianco · d1 donna del bianco · e1 re del bianco · f1 alfiere del bianco · h1 torre del bianco | a8 torre del nero · b8 cavallo del nero · c8 alfiere del nero · d8 donna del nero · e8 re del nero · h8 torre del nero · a7 pedone del nero · b7 pedone del nero · d7 pedone del nero · f7 pedone del nero · g7 pedone del nero · h7 pedone del nero · e6 pedone del nero · e5 pedone del bianco · d4 cavallo del bianco · c3 alfiere del nero · a2 pedone del bianco · b2 pedone del bianco · c2 pedone del bianco · f2 pedone del bianco · g2 pedone del bianco · h2 pedone del bianco · a1 torre del bianco · d1 donna del bianco · e1 re del bianco · f1 alfiere del bianco · h1 torre del bianco | 8 |
| 7 | a8 torre del nero · b8 cavallo del nero · c8 alfiere del nero · d8 donna del nero · e8 re del nero · h8 torre del nero · a7 pedone del nero · b7 pedone del nero · d7 pedone del nero · f7 pedone del nero · g7 pedone del nero · h7 pedone del nero · e6 pedone del nero · e5 pedone del bianco · d4 cavallo del bianco · c3 alfiere del nero · a2 pedone del bianco · b2 pedone del bianco · c2 pedone del bianco · f2 pedone del bianco · g2 pedone del bianco · h2 pedone del bianco · a1 torre del bianco · d1 donna del bianco · e1 re del bianco · f1 alfiere del bianco · h1 torre del bianco | a8 torre del nero · b8 cavallo del nero · c8 alfiere del nero · d8 donna del nero · e8 re del nero · h8 torre del nero · a7 pedone del nero · b7 pedone del nero · d7 pedone del nero · f7 pedone del nero · g7 pedone del nero · h7 pedone del nero · e6 pedone del nero · e5 pedone del bianco · d4 cavallo del bianco · c3 alfiere del nero · a2 pedone del bianco · b2 pedone del bianco · c2 pedone del bianco · f2 pedone del bianco · g2 pedone del bianco · h2 pedone del bianco · a1 torre del bianco · d1 donna del bianco · e1 re del bianco · f1 alfiere del bianco · h1 torre del bianco | a8 torre del nero · b8 cavallo del nero · c8 alfiere del nero · d8 donna del nero · e8 re del nero · h8 torre del nero · a7 pedone del nero · b7 pedone del nero · d7 pedone del nero · f7 pedone del nero · g7 pedone del nero · h7 pedone del nero · e6 pedone del nero · e5 pedone del bianco · d4 cavallo del bianco · c3 alfiere del nero · a2 pedone del bianco · b2 pedone del bianco · c2 pedone del bianco · f2 pedone del bianco · g2 pedone del bianco · h2 pedone del bianco · a1 torre del bianco · d1 donna del bianco · e1 re del bianco · f1 alfiere del bianco · h1 torre del bianco | a8 torre del nero · b8 cavallo del nero · c8 alfiere del nero · d8 donna del nero · e8 re del nero · h8 torre del nero · a7 pedone del nero · b7 pedone del nero · d7 pedone del nero · f7 pedone del nero · g7 pedone del nero · h7 pedone del nero · e6 pedone del nero · e5 pedone del bianco · d4 cavallo del bianco · c3 alfiere del nero · a2 pedone del bianco · b2 pedone del bianco · c2 pedone del bianco · f2 pedone del bianco · g2 pedone del bianco · h2 pedone del bianco · a1 torre del bianco · d1 donna del bianco · e1 re del bianco · f1 alfiere del bianco · h1 torre del bianco | a8 torre del nero · b8 cavallo del nero · c8 alfiere del nero · d8 donna del nero · e8 re del nero · h8 torre del nero · a7 pedone del nero · b7 pedone del nero · d7 pedone del nero · f7 pedone del nero · g7 pedone del nero · h7 pedone del nero · e6 pedone del nero · e5 pedone del bianco · d4 cavallo del bianco · c3 alfiere del nero · a2 pedone del bianco · b2 pedone del bianco · c2 pedone del bianco · f2 pedone del bianco · g2 pedone del bianco · h2 pedone del bianco · a1 torre del bianco · d1 donna del bianco · e1 re del bianco · f1 alfiere del bianco · h1 torre del bianco | a8 torre del nero · b8 cavallo del nero · c8 alfiere del nero · d8 donna del nero · e8 re del nero · h8 torre del nero · a7 pedone del nero · b7 pedone del nero · d7 pedone del nero · f7 pedone del nero · g7 pedone del nero · h7 pedone del nero · e6 pedone del nero · e5 pedone del bianco · d4 cavallo del bianco · c3 alfiere del nero · a2 pedone del bianco · b2 pedone del bianco · c2 pedone del bianco · f2 pedone del bianco · g2 pedone del bianco · h2 pedone del bianco · a1 torre del bianco · d1 donna del bianco · e1 re del bianco · f1 alfiere del bianco · h1 torre del bianco | a8 torre del nero · b8 cavallo del nero · c8 alfiere del nero · d8 donna del nero · e8 re del nero · h8 torre del nero · a7 pedone del nero · b7 pedone del nero · d7 pedone del nero · f7 pedone del nero · g7 pedone del nero · h7 pedone del nero · e6 pedone del nero · e5 pedone del bianco · d4 cavallo del bianco · c3 alfiere del nero · a2 pedone del bianco · b2 pedone del bianco · c2 pedone del bianco · f2 pedone del bianco · g2 pedone del bianco · h2 pedone del bianco · a1 torre del bianco · d1 donna del bianco · e1 re del bianco · f1 alfiere del bianco · h1 torre del bianco | a8 torre del nero · b8 cavallo del nero · c8 alfiere del nero · d8 donna del nero · e8 re del nero · h8 torre del nero · a7 pedone del nero · b7 pedone del nero · d7 pedone del nero · f7 pedone del nero · g7 pedone del nero · h7 pedone del nero · e6 pedone del nero · e5 pedone del bianco · d4 cavallo del bianco · c3 alfiere del nero · a2 pedone del bianco · b2 pedone del bianco · c2 pedone del bianco · f2 pedone del bianco · g2 pedone del bianco · h2 pedone del bianco · a1 torre del bianco · d1 donna del bianco · e1 re del bianco · f1 alfiere del bianco · h1 torre del bianco | 7 |
| 6 | a8 torre del nero · b8 cavallo del nero · c8 alfiere del nero · d8 donna del nero · e8 re del nero · h8 torre del nero · a7 pedone del nero · b7 pedone del nero · d7 pedone del nero · f7 pedone del nero · g7 pedone del nero · h7 pedone del nero · e6 pedone del nero · e5 pedone del bianco · d4 cavallo del bianco · c3 alfiere del nero · a2 pedone del bianco · b2 pedone del bianco · c2 pedone del bianco · f2 pedone del bianco · g2 pedone del bianco · h2 pedone del bianco · a1 torre del bianco · d1 donna del bianco · e1 re del bianco · f1 alfiere del bianco · h1 torre del bianco | a8 torre del nero · b8 cavallo del nero · c8 alfiere del nero · d8 donna del nero · e8 re del nero · h8 torre del nero · a7 pedone del nero · b7 pedone del nero · d7 pedone del nero · f7 pedone del nero · g7 pedone del nero · h7 pedone del nero · e6 pedone del nero · e5 pedone del bianco · d4 cavallo del bianco · c3 alfiere del nero · a2 pedone del bianco · b2 pedone del bianco · c2 pedone del bianco · f2 pedone del bianco · g2 pedone del bianco · h2 pedone del bianco · a1 torre del bianco · d1 donna del bianco · e1 re del bianco · f1 alfiere del bianco · h1 torre del bianco | a8 torre del nero · b8 cavallo del nero · c8 alfiere del nero · d8 donna del nero · e8 re del nero · h8 torre del nero · a7 pedone del nero · b7 pedone del nero · d7 pedone del nero · f7 pedone del nero · g7 pedone del nero · h7 pedone del nero · e6 pedone del nero · e5 pedone del bianco · d4 cavallo del bianco · c3 alfiere del nero · a2 pedone del bianco · b2 pedone del bianco · c2 pedone del bianco · f2 pedone del bianco · g2 pedone del bianco · h2 pedone del bianco · a1 torre del bianco · d1 donna del bianco · e1 re del bianco · f1 alfiere del bianco · h1 torre del bianco | a8 torre del nero · b8 cavallo del nero · c8 alfiere del nero · d8 donna del nero · e8 re del nero · h8 torre del nero · a7 pedone del nero · b7 pedone del nero · d7 pedone del nero · f7 pedone del nero · g7 pedone del nero · h7 pedone del nero · e6 pedone del nero · e5 pedone del bianco · d4 cavallo del bianco · c3 alfiere del nero · a2 pedone del bianco · b2 pedone del bianco · c2 pedone del bianco · f2 pedone del bianco · g2 pedone del bianco · h2 pedone del bianco · a1 torre del bianco · d1 donna del bianco · e1 re del bianco · f1 alfiere del bianco · h1 torre del bianco | a8 torre del nero · b8 cavallo del nero · c8 alfiere del nero · d8 donna del nero · e8 re del nero · h8 torre del nero · a7 pedone del nero · b7 pedone del nero · d7 pedone del nero · f7 pedone del nero · g7 pedone del nero · h7 pedone del nero · e6 pedone del nero · e5 pedone del bianco · d4 cavallo del bianco · c3 alfiere del nero · a2 pedone del bianco · b2 pedone del bianco · c2 pedone del bianco · f2 pedone del bianco · g2 pedone del bianco · h2 pedone del bianco · a1 torre del bianco · d1 donna del bianco · e1 re del bianco · f1 alfiere del bianco · h1 torre del bianco | a8 torre del nero · b8 cavallo del nero · c8 alfiere del nero · d8 donna del nero · e8 re del nero · h8 torre del nero · a7 pedone del nero · b7 pedone del nero · d7 pedone del nero · f7 pedone del nero · g7 pedone del nero · h7 pedone del nero · e6 pedone del nero · e5 pedone del bianco · d4 cavallo del bianco · c3 alfiere del nero · a2 pedone del bianco · b2 pedone del bianco · c2 pedone del bianco · f2 pedone del bianco · g2 pedone del bianco · h2 pedone del bianco · a1 torre del bianco · d1 donna del bianco · e1 re del bianco · f1 alfiere del bianco · h1 torre del bianco | a8 torre del nero · b8 cavallo del nero · c8 alfiere del nero · d8 donna del nero · e8 re del nero · h8 torre del nero · a7 pedone del nero · b7 pedone del nero · d7 pedone del nero · f7 pedone del nero · g7 pedone del nero · h7 pedone del nero · e6 pedone del nero · e5 pedone del bianco · d4 cavallo del bianco · c3 alfiere del nero · a2 pedone del bianco · b2 pedone del bianco · c2 pedone del bianco · f2 pedone del bianco · g2 pedone del bianco · h2 pedone del bianco · a1 torre del bianco · d1 donna del bianco · e1 re del bianco · f1 alfiere del bianco · h1 torre del bianco | a8 torre del nero · b8 cavallo del nero · c8 alfiere del nero · d8 donna del nero · e8 re del nero · h8 torre del nero · a7 pedone del nero · b7 pedone del nero · d7 pedone del nero · f7 pedone del nero · g7 pedone del nero · h7 pedone del nero · e6 pedone del nero · e5 pedone del bianco · d4 cavallo del bianco · c3 alfiere del nero · a2 pedone del bianco · b2 pedone del bianco · c2 pedone del bianco · f2 pedone del bianco · g2 pedone del bianco · h2 pedone del bianco · a1 torre del bianco · d1 donna del bianco · e1 re del bianco · f1 alfiere del bianco · h1 torre del bianco | 6 |
| 5 | a8 torre del nero · b8 cavallo del nero · c8 alfiere del nero · d8 donna del nero · e8 re del nero · h8 torre del nero · a7 pedone del nero · b7 pedone del nero · d7 pedone del nero · f7 pedone del nero · g7 pedone del nero · h7 pedone del nero · e6 pedone del nero · e5 pedone del bianco · d4 cavallo del bianco · c3 alfiere del nero · a2 pedone del bianco · b2 pedone del bianco · c2 pedone del bianco · f2 pedone del bianco · g2 pedone del bianco · h2 pedone del bianco · a1 torre del bianco · d1 donna del bianco · e1 re del bianco · f1 alfiere del bianco · h1 torre del bianco | a8 torre del nero · b8 cavallo del nero · c8 alfiere del nero · d8 donna del nero · e8 re del nero · h8 torre del nero · a7 pedone del nero · b7 pedone del nero · d7 pedone del nero · f7 pedone del nero · g7 pedone del nero · h7 pedone del nero · e6 pedone del nero · e5 pedone del bianco · d4 cavallo del bianco · c3 alfiere del nero · a2 pedone del bianco · b2 pedone del bianco · c2 pedone del bianco · f2 pedone del bianco · g2 pedone del bianco · h2 pedone del bianco · a1 torre del bianco · d1 donna del bianco · e1 re del bianco · f1 alfiere del bianco · h1 torre del bianco | a8 torre del nero · b8 cavallo del nero · c8 alfiere del nero · d8 donna del nero · e8 re del nero · h8 torre del nero · a7 pedone del nero · b7 pedone del nero · d7 pedone del nero · f7 pedone del nero · g7 pedone del nero · h7 pedone del nero · e6 pedone del nero · e5 pedone del bianco · d4 cavallo del bianco · c3 alfiere del nero · a2 pedone del bianco · b2 pedone del bianco · c2 pedone del bianco · f2 pedone del bianco · g2 pedone del bianco · h2 pedone del bianco · a1 torre del bianco · d1 donna del bianco · e1 re del bianco · f1 alfiere del bianco · h1 torre del bianco | a8 torre del nero · b8 cavallo del nero · c8 alfiere del nero · d8 donna del nero · e8 re del nero · h8 torre del nero · a7 pedone del nero · b7 pedone del nero · d7 pedone del nero · f7 pedone del nero · g7 pedone del nero · h7 pedone del nero · e6 pedone del nero · e5 pedone del bianco · d4 cavallo del bianco · c3 alfiere del nero · a2 pedone del bianco · b2 pedone del bianco · c2 pedone del bianco · f2 pedone del bianco · g2 pedone del bianco · h2 pedone del bianco · a1 torre del bianco · d1 donna del bianco · e1 re del bianco · f1 alfiere del bianco · h1 torre del bianco | a8 torre del nero · b8 cavallo del nero · c8 alfiere del nero · d8 donna del nero · e8 re del nero · h8 torre del nero · a7 pedone del nero · b7 pedone del nero · d7 pedone del nero · f7 pedone del nero · g7 pedone del nero · h7 pedone del nero · e6 pedone del nero · e5 pedone del bianco · d4 cavallo del bianco · c3 alfiere del nero · a2 pedone del bianco · b2 pedone del bianco · c2 pedone del bianco · f2 pedone del bianco · g2 pedone del bianco · h2 pedone del bianco · a1 torre del bianco · d1 donna del bianco · e1 re del bianco · f1 alfiere del bianco · h1 torre del bianco | a8 torre del nero · b8 cavallo del nero · c8 alfiere del nero · d8 donna del nero · e8 re del nero · h8 torre del nero · a7 pedone del nero · b7 pedone del nero · d7 pedone del nero · f7 pedone del nero · g7 pedone del nero · h7 pedone del nero · e6 pedone del nero · e5 pedone del bianco · d4 cavallo del bianco · c3 alfiere del nero · a2 pedone del bianco · b2 pedone del bianco · c2 pedone del bianco · f2 pedone del bianco · g2 pedone del bianco · h2 pedone del bianco · a1 torre del bianco · d1 donna del bianco · e1 re del bianco · f1 alfiere del bianco · h1 torre del bianco | a8 torre del nero · b8 cavallo del nero · c8 alfiere del nero · d8 donna del nero · e8 re del nero · h8 torre del nero · a7 pedone del nero · b7 pedone del nero · d7 pedone del nero · f7 pedone del nero · g7 pedone del nero · h7 pedone del nero · e6 pedone del nero · e5 pedone del bianco · d4 cavallo del bianco · c3 alfiere del nero · a2 pedone del bianco · b2 pedone del bianco · c2 pedone del bianco · f2 pedone del bianco · g2 pedone del bianco · h2 pedone del bianco · a1 torre del bianco · d1 donna del bianco · e1 re del bianco · f1 alfiere del bianco · h1 torre del bianco | a8 torre del nero · b8 cavallo del nero · c8 alfiere del nero · d8 donna del nero · e8 re del nero · h8 torre del nero · a7 pedone del nero · b7 pedone del nero · d7 pedone del nero · f7 pedone del nero · g7 pedone del nero · h7 pedone del nero · e6 pedone del nero · e5 pedone del bianco · d4 cavallo del bianco · c3 alfiere del nero · a2 pedone del bianco · b2 pedone del bianco · c2 pedone del bianco · f2 pedone del bianco · g2 pedone del bianco · h2 pedone del bianco · a1 torre del bianco · d1 donna del bianco · e1 re del bianco · f1 alfiere del bianco · h1 torre del bianco | 5 |
| 4 | a8 torre del nero · b8 cavallo del nero · c8 alfiere del nero · d8 donna del nero · e8 re del nero · h8 torre del nero · a7 pedone del nero · b7 pedone del nero · d7 pedone del nero · f7 pedone del nero · g7 pedone del nero · h7 pedone del nero · e6 pedone del nero · e5 pedone del bianco · d4 cavallo del bianco · c3 alfiere del nero · a2 pedone del bianco · b2 pedone del bianco · c2 pedone del bianco · f2 pedone del bianco · g2 pedone del bianco · h2 pedone del bianco · a1 torre del bianco · d1 donna del bianco · e1 re del bianco · f1 alfiere del bianco · h1 torre del bianco | a8 torre del nero · b8 cavallo del nero · c8 alfiere del nero · d8 donna del nero · e8 re del nero · h8 torre del nero · a7 pedone del nero · b7 pedone del nero · d7 pedone del nero · f7 pedone del nero · g7 pedone del nero · h7 pedone del nero · e6 pedone del nero · e5 pedone del bianco · d4 cavallo del bianco · c3 alfiere del nero · a2 pedone del bianco · b2 pedone del bianco · c2 pedone del bianco · f2 pedone del bianco · g2 pedone del bianco · h2 pedone del bianco · a1 torre del bianco · d1 donna del bianco · e1 re del bianco · f1 alfiere del bianco · h1 torre del bianco | a8 torre del nero · b8 cavallo del nero · c8 alfiere del nero · d8 donna del nero · e8 re del nero · h8 torre del nero · a7 pedone del nero · b7 pedone del nero · d7 pedone del nero · f7 pedone del nero · g7 pedone del nero · h7 pedone del nero · e6 pedone del nero · e5 pedone del bianco · d4 cavallo del bianco · c3 alfiere del nero · a2 pedone del bianco · b2 pedone del bianco · c2 pedone del bianco · f2 pedone del bianco · g2 pedone del bianco · h2 pedone del bianco · a1 torre del bianco · d1 donna del bianco · e1 re del bianco · f1 alfiere del bianco · h1 torre del bianco | a8 torre del nero · b8 cavallo del nero · c8 alfiere del nero · d8 donna del nero · e8 re del nero · h8 torre del nero · a7 pedone del nero · b7 pedone del nero · d7 pedone del nero · f7 pedone del nero · g7 pedone del nero · h7 pedone del nero · e6 pedone del nero · e5 pedone del bianco · d4 cavallo del bianco · c3 alfiere del nero · a2 pedone del bianco · b2 pedone del bianco · c2 pedone del bianco · f2 pedone del bianco · g2 pedone del bianco · h2 pedone del bianco · a1 torre del bianco · d1 donna del bianco · e1 re del bianco · f1 alfiere del bianco · h1 torre del bianco | a8 torre del nero · b8 cavallo del nero · c8 alfiere del nero · d8 donna del nero · e8 re del nero · h8 torre del nero · a7 pedone del nero · b7 pedone del nero · d7 pedone del nero · f7 pedone del nero · g7 pedone del nero · h7 pedone del nero · e6 pedone del nero · e5 pedone del bianco · d4 cavallo del bianco · c3 alfiere del nero · a2 pedone del bianco · b2 pedone del bianco · c2 pedone del bianco · f2 pedone del bianco · g2 pedone del bianco · h2 pedone del bianco · a1 torre del bianco · d1 donna del bianco · e1 re del bianco · f1 alfiere del bianco · h1 torre del bianco | a8 torre del nero · b8 cavallo del nero · c8 alfiere del nero · d8 donna del nero · e8 re del nero · h8 torre del nero · a7 pedone del nero · b7 pedone del nero · d7 pedone del nero · f7 pedone del nero · g7 pedone del nero · h7 pedone del nero · e6 pedone del nero · e5 pedone del bianco · d4 cavallo del bianco · c3 alfiere del nero · a2 pedone del bianco · b2 pedone del bianco · c2 pedone del bianco · f2 pedone del bianco · g2 pedone del bianco · h2 pedone del bianco · a1 torre del bianco · d1 donna del bianco · e1 re del bianco · f1 alfiere del bianco · h1 torre del bianco | a8 torre del nero · b8 cavallo del nero · c8 alfiere del nero · d8 donna del nero · e8 re del nero · h8 torre del nero · a7 pedone del nero · b7 pedone del nero · d7 pedone del nero · f7 pedone del nero · g7 pedone del nero · h7 pedone del nero · e6 pedone del nero · e5 pedone del bianco · d4 cavallo del bianco · c3 alfiere del nero · a2 pedone del bianco · b2 pedone del bianco · c2 pedone del bianco · f2 pedone del bianco · g2 pedone del bianco · h2 pedone del bianco · a1 torre del bianco · d1 donna del bianco · e1 re del bianco · f1 alfiere del bianco · h1 torre del bianco | a8 torre del nero · b8 cavallo del nero · c8 alfiere del nero · d8 donna del nero · e8 re del nero · h8 torre del nero · a7 pedone del nero · b7 pedone del nero · d7 pedone del nero · f7 pedone del nero · g7 pedone del nero · h7 pedone del nero · e6 pedone del nero · e5 pedone del bianco · d4 cavallo del bianco · c3 alfiere del nero · a2 pedone del bianco · b2 pedone del bianco · c2 pedone del bianco · f2 pedone del bianco · g2 pedone del bianco · h2 pedone del bianco · a1 torre del bianco · d1 donna del bianco · e1 re del bianco · f1 alfiere del bianco · h1 torre del bianco | 4 |
| 3 | a8 torre del nero · b8 cavallo del nero · c8 alfiere del nero · d8 donna del nero · e8 re del nero · h8 torre del nero · a7 pedone del nero · b7 pedone del nero · d7 pedone del nero · f7 pedone del nero · g7 pedone del nero · h7 pedone del nero · e6 pedone del nero · e5 pedone del bianco · d4 cavallo del bianco · c3 alfiere del nero · a2 pedone del bianco · b2 pedone del bianco · c2 pedone del bianco · f2 pedone del bianco · g2 pedone del bianco · h2 pedone del bianco · a1 torre del bianco · d1 donna del bianco · e1 re del bianco · f1 alfiere del bianco · h1 torre del bianco | a8 torre del nero · b8 cavallo del nero · c8 alfiere del nero · d8 donna del nero · e8 re del nero · h8 torre del nero · a7 pedone del nero · b7 pedone del nero · d7 pedone del nero · f7 pedone del nero · g7 pedone del nero · h7 pedone del nero · e6 pedone del nero · e5 pedone del bianco · d4 cavallo del bianco · c3 alfiere del nero · a2 pedone del bianco · b2 pedone del bianco · c2 pedone del bianco · f2 pedone del bianco · g2 pedone del bianco · h2 pedone del bianco · a1 torre del bianco · d1 donna del bianco · e1 re del bianco · f1 alfiere del bianco · h1 torre del bianco | a8 torre del nero · b8 cavallo del nero · c8 alfiere del nero · d8 donna del nero · e8 re del nero · h8 torre del nero · a7 pedone del nero · b7 pedone del nero · d7 pedone del nero · f7 pedone del nero · g7 pedone del nero · h7 pedone del nero · e6 pedone del nero · e5 pedone del bianco · d4 cavallo del bianco · c3 alfiere del nero · a2 pedone del bianco · b2 pedone del bianco · c2 pedone del bianco · f2 pedone del bianco · g2 pedone del bianco · h2 pedone del bianco · a1 torre del bianco · d1 donna del bianco · e1 re del bianco · f1 alfiere del bianco · h1 torre del bianco | a8 torre del nero · b8 cavallo del nero · c8 alfiere del nero · d8 donna del nero · e8 re del nero · h8 torre del nero · a7 pedone del nero · b7 pedone del nero · d7 pedone del nero · f7 pedone del nero · g7 pedone del nero · h7 pedone del nero · e6 pedone del nero · e5 pedone del bianco · d4 cavallo del bianco · c3 alfiere del nero · a2 pedone del bianco · b2 pedone del bianco · c2 pedone del bianco · f2 pedone del bianco · g2 pedone del bianco · h2 pedone del bianco · a1 torre del bianco · d1 donna del bianco · e1 re del bianco · f1 alfiere del bianco · h1 torre del bianco | a8 torre del nero · b8 cavallo del nero · c8 alfiere del nero · d8 donna del nero · e8 re del nero · h8 torre del nero · a7 pedone del nero · b7 pedone del nero · d7 pedone del nero · f7 pedone del nero · g7 pedone del nero · h7 pedone del nero · e6 pedone del nero · e5 pedone del bianco · d4 cavallo del bianco · c3 alfiere del nero · a2 pedone del bianco · b2 pedone del bianco · c2 pedone del bianco · f2 pedone del bianco · g2 pedone del bianco · h2 pedone del bianco · a1 torre del bianco · d1 donna del bianco · e1 re del bianco · f1 alfiere del bianco · h1 torre del bianco | a8 torre del nero · b8 cavallo del nero · c8 alfiere del nero · d8 donna del nero · e8 re del nero · h8 torre del nero · a7 pedone del nero · b7 pedone del nero · d7 pedone del nero · f7 pedone del nero · g7 pedone del nero · h7 pedone del nero · e6 pedone del nero · e5 pedone del bianco · d4 cavallo del bianco · c3 alfiere del nero · a2 pedone del bianco · b2 pedone del bianco · c2 pedone del bianco · f2 pedone del bianco · g2 pedone del bianco · h2 pedone del bianco · a1 torre del bianco · d1 donna del bianco · e1 re del bianco · f1 alfiere del bianco · h1 torre del bianco | a8 torre del nero · b8 cavallo del nero · c8 alfiere del nero · d8 donna del nero · e8 re del nero · h8 torre del nero · a7 pedone del nero · b7 pedone del nero · d7 pedone del nero · f7 pedone del nero · g7 pedone del nero · h7 pedone del nero · e6 pedone del nero · e5 pedone del bianco · d4 cavallo del bianco · c3 alfiere del nero · a2 pedone del bianco · b2 pedone del bianco · c2 pedone del bianco · f2 pedone del bianco · g2 pedone del bianco · h2 pedone del bianco · a1 torre del bianco · d1 donna del bianco · e1 re del bianco · f1 alfiere del bianco · h1 torre del bianco | a8 torre del nero · b8 cavallo del nero · c8 alfiere del nero · d8 donna del nero · e8 re del nero · h8 torre del nero · a7 pedone del nero · b7 pedone del nero · d7 pedone del nero · f7 pedone del nero · g7 pedone del nero · h7 pedone del nero · e6 pedone del nero · e5 pedone del bianco · d4 cavallo del bianco · c3 alfiere del nero · a2 pedone del bianco · b2 pedone del bianco · c2 pedone del bianco · f2 pedone del bianco · g2 pedone del bianco · h2 pedone del bianco · a1 torre del bianco · d1 donna del bianco · e1 re del bianco · f1 alfiere del bianco · h1 torre del bianco | 3 |
| 2 | a8 torre del nero · b8 cavallo del nero · c8 alfiere del nero · d8 donna del nero · e8 re del nero · h8 torre del nero · a7 pedone del nero · b7 pedone del nero · d7 pedone del nero · f7 pedone del nero · g7 pedone del nero · h7 pedone del nero · e6 pedone del nero · e5 pedone del bianco · d4 cavallo del bianco · c3 alfiere del nero · a2 pedone del bianco · b2 pedone del bianco · c2 pedone del bianco · f2 pedone del bianco · g2 pedone del bianco · h2 pedone del bianco · a1 torre del bianco · d1 donna del bianco · e1 re del bianco · f1 alfiere del bianco · h1 torre del bianco | a8 torre del nero · b8 cavallo del nero · c8 alfiere del nero · d8 donna del nero · e8 re del nero · h8 torre del nero · a7 pedone del nero · b7 pedone del nero · d7 pedone del nero · f7 pedone del nero · g7 pedone del nero · h7 pedone del nero · e6 pedone del nero · e5 pedone del bianco · d4 cavallo del bianco · c3 alfiere del nero · a2 pedone del bianco · b2 pedone del bianco · c2 pedone del bianco · f2 pedone del bianco · g2 pedone del bianco · h2 pedone del bianco · a1 torre del bianco · d1 donna del bianco · e1 re del bianco · f1 alfiere del bianco · h1 torre del bianco | a8 torre del nero · b8 cavallo del nero · c8 alfiere del nero · d8 donna del nero · e8 re del nero · h8 torre del nero · a7 pedone del nero · b7 pedone del nero · d7 pedone del nero · f7 pedone del nero · g7 pedone del nero · h7 pedone del nero · e6 pedone del nero · e5 pedone del bianco · d4 cavallo del bianco · c3 alfiere del nero · a2 pedone del bianco · b2 pedone del bianco · c2 pedone del bianco · f2 pedone del bianco · g2 pedone del bianco · h2 pedone del bianco · a1 torre del bianco · d1 donna del bianco · e1 re del bianco · f1 alfiere del bianco · h1 torre del bianco | a8 torre del nero · b8 cavallo del nero · c8 alfiere del nero · d8 donna del nero · e8 re del nero · h8 torre del nero · a7 pedone del nero · b7 pedone del nero · d7 pedone del nero · f7 pedone del nero · g7 pedone del nero · h7 pedone del nero · e6 pedone del nero · e5 pedone del bianco · d4 cavallo del bianco · c3 alfiere del nero · a2 pedone del bianco · b2 pedone del bianco · c2 pedone del bianco · f2 pedone del bianco · g2 pedone del bianco · h2 pedone del bianco · a1 torre del bianco · d1 donna del bianco · e1 re del bianco · f1 alfiere del bianco · h1 torre del bianco | a8 torre del nero · b8 cavallo del nero · c8 alfiere del nero · d8 donna del nero · e8 re del nero · h8 torre del nero · a7 pedone del nero · b7 pedone del nero · d7 pedone del nero · f7 pedone del nero · g7 pedone del nero · h7 pedone del nero · e6 pedone del nero · e5 pedone del bianco · d4 cavallo del bianco · c3 alfiere del nero · a2 pedone del bianco · b2 pedone del bianco · c2 pedone del bianco · f2 pedone del bianco · g2 pedone del bianco · h2 pedone del bianco · a1 torre del bianco · d1 donna del bianco · e1 re del bianco · f1 alfiere del bianco · h1 torre del bianco | a8 torre del nero · b8 cavallo del nero · c8 alfiere del nero · d8 donna del nero · e8 re del nero · h8 torre del nero · a7 pedone del nero · b7 pedone del nero · d7 pedone del nero · f7 pedone del nero · g7 pedone del nero · h7 pedone del nero · e6 pedone del nero · e5 pedone del bianco · d4 cavallo del bianco · c3 alfiere del nero · a2 pedone del bianco · b2 pedone del bianco · c2 pedone del bianco · f2 pedone del bianco · g2 pedone del bianco · h2 pedone del bianco · a1 torre del bianco · d1 donna del bianco · e1 re del bianco · f1 alfiere del bianco · h1 torre del bianco | a8 torre del nero · b8 cavallo del nero · c8 alfiere del nero · d8 donna del nero · e8 re del nero · h8 torre del nero · a7 pedone del nero · b7 pedone del nero · d7 pedone del nero · f7 pedone del nero · g7 pedone del nero · h7 pedone del nero · e6 pedone del nero · e5 pedone del bianco · d4 cavallo del bianco · c3 alfiere del nero · a2 pedone del bianco · b2 pedone del bianco · c2 pedone del bianco · f2 pedone del bianco · g2 pedone del bianco · h2 pedone del bianco · a1 torre del bianco · d1 donna del bianco · e1 re del bianco · f1 alfiere del bianco · h1 torre del bianco | a8 torre del nero · b8 cavallo del nero · c8 alfiere del nero · d8 donna del nero · e8 re del nero · h8 torre del nero · a7 pedone del nero · b7 pedone del nero · d7 pedone del nero · f7 pedone del nero · g7 pedone del nero · h7 pedone del nero · e6 pedone del nero · e5 pedone del bianco · d4 cavallo del bianco · c3 alfiere del nero · a2 pedone del bianco · b2 pedone del bianco · c2 pedone del bianco · f2 pedone del bianco · g2 pedone del bianco · h2 pedone del bianco · a1 torre del bianco · d1 donna del bianco · e1 re del bianco · f1 alfiere del bianco · h1 torre del bianco | 2 |
| 1 | a8 torre del nero · b8 cavallo del nero · c8 alfiere del nero · d8 donna del nero · e8 re del nero · h8 torre del nero · a7 pedone del nero · b7 pedone del nero · d7 pedone del nero · f7 pedone del nero · g7 pedone del nero · h7 pedone del nero · e6 pedone del nero · e5 pedone del bianco · d4 cavallo del bianco · c3 alfiere del nero · a2 pedone del bianco · b2 pedone del bianco · c2 pedone del bianco · f2 pedone del bianco · g2 pedone del bianco · h2 pedone del bianco · a1 torre del bianco · d1 donna del bianco · e1 re del bianco · f1 alfiere del bianco · h1 torre del bianco | a8 torre del nero · b8 cavallo del nero · c8 alfiere del nero · d8 donna del nero · e8 re del nero · h8 torre del nero · a7 pedone del nero · b7 pedone del nero · d7 pedone del nero · f7 pedone del nero · g7 pedone del nero · h7 pedone del nero · e6 pedone del nero · e5 pedone del bianco · d4 cavallo del bianco · c3 alfiere del nero · a2 pedone del bianco · b2 pedone del bianco · c2 pedone del bianco · f2 pedone del bianco · g2 pedone del bianco · h2 pedone del bianco · a1 torre del bianco · d1 donna del bianco · e1 re del bianco · f1 alfiere del bianco · h1 torre del bianco | a8 torre del nero · b8 cavallo del nero · c8 alfiere del nero · d8 donna del nero · e8 re del nero · h8 torre del nero · a7 pedone del nero · b7 pedone del nero · d7 pedone del nero · f7 pedone del nero · g7 pedone del nero · h7 pedone del nero · e6 pedone del nero · e5 pedone del bianco · d4 cavallo del bianco · c3 alfiere del nero · a2 pedone del bianco · b2 pedone del bianco · c2 pedone del bianco · f2 pedone del bianco · g2 pedone del bianco · h2 pedone del bianco · a1 torre del bianco · d1 donna del bianco · e1 re del bianco · f1 alfiere del bianco · h1 torre del bianco | a8 torre del nero · b8 cavallo del nero · c8 alfiere del nero · d8 donna del nero · e8 re del nero · h8 torre del nero · a7 pedone del nero · b7 pedone del nero · d7 pedone del nero · f7 pedone del nero · g7 pedone del nero · h7 pedone del nero · e6 pedone del nero · e5 pedone del bianco · d4 cavallo del bianco · c3 alfiere del nero · a2 pedone del bianco · b2 pedone del bianco · c2 pedone del bianco · f2 pedone del bianco · g2 pedone del bianco · h2 pedone del bianco · a1 torre del bianco · d1 donna del bianco · e1 re del bianco · f1 alfiere del bianco · h1 torre del bianco | a8 torre del nero · b8 cavallo del nero · c8 alfiere del nero · d8 donna del nero · e8 re del nero · h8 torre del nero · a7 pedone del nero · b7 pedone del nero · d7 pedone del nero · f7 pedone del nero · g7 pedone del nero · h7 pedone del nero · e6 pedone del nero · e5 pedone del bianco · d4 cavallo del bianco · c3 alfiere del nero · a2 pedone del bianco · b2 pedone del bianco · c2 pedone del bianco · f2 pedone del bianco · g2 pedone del bianco · h2 pedone del bianco · a1 torre del bianco · d1 donna del bianco · e1 re del bianco · f1 alfiere del bianco · h1 torre del bianco | a8 torre del nero · b8 cavallo del nero · c8 alfiere del nero · d8 donna del nero · e8 re del nero · h8 torre del nero · a7 pedone del nero · b7 pedone del nero · d7 pedone del nero · f7 pedone del nero · g7 pedone del nero · h7 pedone del nero · e6 pedone del nero · e5 pedone del bianco · d4 cavallo del bianco · c3 alfiere del nero · a2 pedone del bianco · b2 pedone del bianco · c2 pedone del bianco · f2 pedone del bianco · g2 pedone del bianco · h2 pedone del bianco · a1 torre del bianco · d1 donna del bianco · e1 re del bianco · f1 alfiere del bianco · h1 torre del bianco | a8 torre del nero · b8 cavallo del nero · c8 alfiere del nero · d8 donna del nero · e8 re del nero · h8 torre del nero · a7 pedone del nero · b7 pedone del nero · d7 pedone del nero · f7 pedone del nero · g7 pedone del nero · h7 pedone del nero · e6 pedone del nero · e5 pedone del bianco · d4 cavallo del bianco · c3 alfiere del nero · a2 pedone del bianco · b2 pedone del bianco · c2 pedone del bianco · f2 pedone del bianco · g2 pedone del bianco · h2 pedone del bianco · a1 torre del bianco · d1 donna del bianco · e1 re del bianco · f1 alfiere del bianco · h1 torre del bianco | a8 torre del nero · b8 cavallo del nero · c8 alfiere del nero · d8 donna del nero · e8 re del nero · h8 torre del nero · a7 pedone del nero · b7 pedone del nero · d7 pedone del nero · f7 pedone del nero · g7 pedone del nero · h7 pedone del nero · e6 pedone del nero · e5 pedone del bianco · d4 cavallo del bianco · c3 alfiere del nero · a2 pedone del bianco · b2 pedone del bianco · c2 pedone del bianco · f2 pedone del bianco · g2 pedone del bianco · h2 pedone del bianco · a1 torre del bianco · d1 donna del bianco · e1 re del bianco · f1 alfiere del bianco · h1 torre del bianco | 1 |
|   | a | b | c | d | e | f | g | h |   |

Uno dei primi casi documentati di imbroglio tecnologico negli scacchi (se si esclude la partita Pfleger-Belle, che era principalmente un esperimento e non era volta alla frode sportiva) si rilevò nel corso del World Open del 1993. Uno sconosciuto giocatore afroamericano con una folta capigliatura di dreadlocks, privo di rating, presentatosi sotto il nome di "John von Neumann" (come il noto scienziato pioniere dell'informatica), totalizzò un notevole 4½/9 nella sezione Open del torneo, ottenendo anche una patta contro un grande maestro e battendo un giocatore con Elo 2 350.
Il giocatore ebbe un comportamento insolito per tutta la durata del torneo: indossava degli auricolari e aveva un sospetto rigonfiamento in una tasca, che emetteva strani rumori nei momenti salienti delle partite. Durante il quarto turno "von Neumann" fu protagonista di una partita particolarmente strana, smettendo di giocare alla nona mossa e perdendo per il tempo. Nel corso del nono turno, "von Neumann" si fermò per quaranta minuti a riflettere dopo l'ottava mossa, analizzando una posizione la cui continuazione era ovvia (vedi diagramma a lato) e allontanandosi poi dalla scacchiera. Al ritorno riprese a giocare, vincendo la partita.
"Von Neumann" vinse un premio di 800 dollari nella categoria dei giocatori senza punteggio, ma le circostanze sospette spinsero il direttore del torneo ad interrogarlo, sottoponendogli dei semplici problemi prima della consegna del premio. Il misterioso giocatore si rifiutò di rispondere ed andò via, motivo per il quale venne squalificato. Il baro non partecipò a nessun altro torneo di scacchi.

### Lampertheim Open 2002
Durante il torneo Open di Lampertheim del 2002 un giocatore fu squalificato durante il sesto turno, dopo essere stato scoperto ad imbrogliare dall'arbitro. Il direttore di gara era stato messo in allerta dal suo avversario durante il sesto turno, insospettito dal fatto che il giocatore abbandonasse spesso e per lunghi periodi la scacchiera sostenendo di servirsi della toilette, soprattutto durante il proprio turno. Comportamento mostrato anche durante i turni precedenti. L'arbitro osservò per tutta la partita il giocatore sospetto, il quale, dopo aver giocato una rapida serie di mosse, si recò alla toilette. Dalla toilette non proveniva nessun rumore e da sotto la porta si vedeva che il giocatore era rivolto di lato, così l'arbitro decise di affacciarsi da una delle toilette adiacenti, scoprendo che il giocatore aveva in mano un computer palmare che stava eseguendo un programma di scacchi, Pocket Fritz. L'arbitro squalificò dall'evento il giocatore, che cercò di giustificarsi sostenendo di star controllando la posta elettronica, ma si è rifiutato di mostrare il palmare al giudice di gara. Avvalendosi di alcuni testimoni, l'arbitro chiese alla federazione internazionale la squalifica del giocatore.

### HB Global Chess Challenge e World Open 2005
Durante la HB Global Chess Challenge, evento che si tenne nel 2005 a Minneapolis, un giocatore della categoria under 2 000 venne espulso dal torneo durante l'ultimo turno. Gli arbitri l'avevano colto ripetutamente in flagrante, mentre parlava al telefono cellulare nel corso della partita. I suoi risultati nel torneo vennero annullati, mentre i giudici di gara depositarono un reclamo etico a suo carico. Tuttavia lo stesso giocatore partecipò alcune settimane dopo al World Open, dove vinse il premio di fascia per i giocatori con punteggio inferiore ai 2 200 punti Elo, che ammontava a circa 5 833 dollari. Gli organizzatori dell'evento cercarono di espellerlo dalla manifestazione quando vennero a conoscenza dei suoi precedenti a Minneapolis, ma non disponendo di prove a suo carico inerenti a qualche illecito nel World Open dovettero riammetterlo all'evento, dopo la sua minaccia di azioni legali.

### Subroto Mukerjee 2006
Un giocatore indiano, Umakant Sharma, venne scoperto a barare durante il torneo internazionale Subroto Mukerjee, che si disputò al Subroto Park di Nuova Delhi. Il baro era arrivato in testa alla classifica, usando un auricolare bluetooth cucito nel berretto, dove riceveva indicazioni sulle mosse da dei complici, che si trovavano al di fuori dell'area di gioco e analizzavano la partita al computer. Durante il settimo turno del torneo alcuni militari dell'aeronautica perquisirono i giocatori delle prime otto scacchiere con un metal detector, scoprendo il trucco.
In realtà Sharma era già sotto la lente di ingrandimento della federazione indiana, in seguito alla sua rapidissima scalata del ranking nazionale nei diciotto mesi precedenti, che gli aveva permesso la qualificazione al campionato indiano. Il suo rating era infatti aumentato di oltre 500 punti in sole 64 partite, passando da 1 933 dell'inizio dell'anno ai 2 484 dei mesi successivi. A ciò si erano aggiunti diversi reclami scritti ricevuti dalla federazione, secondo i quali lo stile di gioco dell'accusato era identico a quello di Pocket Fritz.
Il giocatore fu squalificato per dieci anni dalla federazione indiana, dopo l'esame delle testimonianze deposte dallo stesso accusato e l'analisi dei dispositivi elettronici confiscati dagli organizzatori del torneo. Alcuni giornali ritennero la sanzione troppo severa, considerando che in altri sport i colpevoli di doping e combine non subiscono in genere sospensioni così lunghe. La federazione replicò sostenendo di voler dare un messaggio molto forte a tutti i giocatori, in quanto barare nei tornei è ritenuto da essa un fatto molto grave, non meno che imbrogliare in un esame.

### World Open 2006

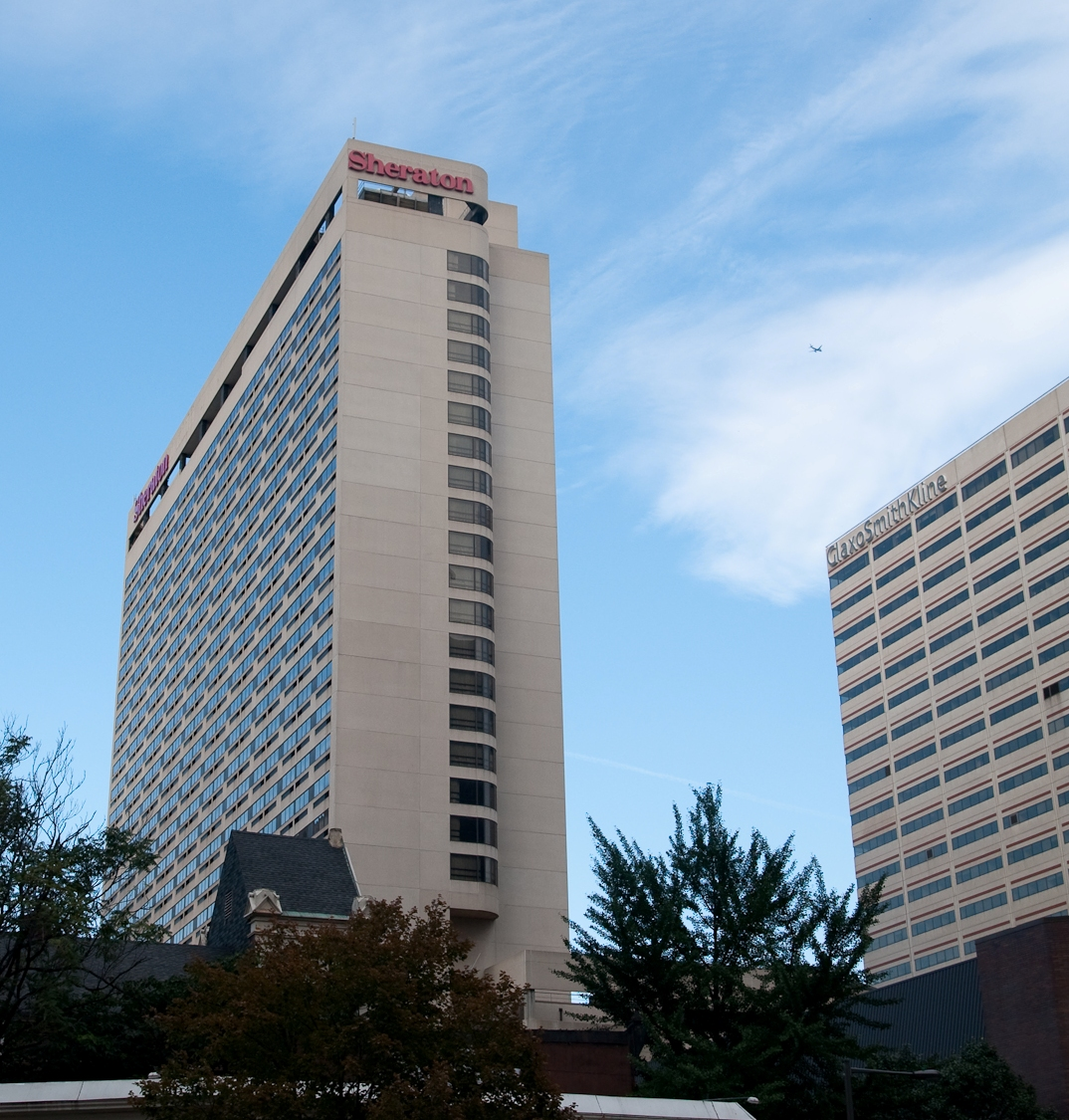
La sede di gioco del World Open 2006.

Durante il World Open del 2006, disputato a Filadelfia, un giocatore partecipante ad una sezione minore del torneo era in testa prima dell'ultimo turno e la vittoria gli sarebbe valsa 18 000 dollari. Un arbitro del torneo notò che indossava una sorta di auricolare e gli chiese di poterlo esaminare. Il giocatore mostrò l'aggeggio al direttore di gara, spiegando che si trattava di un apparecchio acustico. L'arbitro tuttavia annotò il nome ed il numero di serie e, grazie ad una ricerca su internet, scoprì che si trattava dell'auricolare di una sofisticata ricetrasmittente senza fili, la cui ingombrante centralina deve essere tenuta indosso. Il giocatore, che vestiva un pesante cappotto, rifiutò di farsi perquisire, venendo squalificato dal torneo.
Durante lo stesso evento vi fu un altro caso sospetto: uno dei giocatori con il rating più basso del torneo riuscì a sconfiggere nei primi turni diversi giocatori molto forti, tra i quali il maestro FIDE John Bartholomew (Elo 2 452) e il grande maestro Ilia Smirin (Elo 2 659), giocando in entrambi i casi con il nero. Il grande maestro Larry Christiansen notò che le sue mosse ricalcavano perfettamente quelle del motore scacchistico Shredder, per cui il direttore del torneo chiese un confronto con il giocatore. Costui corse con urgenza ai bagni, presentandosi soltanto in seguito dal direttore di gara. Il giocatore acconsentì ad una perquisizione, che si rivelò infruttuosa, tuttavia i direttori di gara non ebbero la possibilità di perquisire immediatamente i bagni. Nelle due rimanenti partite, il giocatore venne sconfitto molto rapidamente da due grandi maestri.

### Campionato del mondo 2006
Durante il campionato del mondo del 2006, il team di Veselin Topalov accusò Vladimir Kramnik di barare, tale vicenda è conosciuta come toiletgate. In un comunicato stampa Silvio Danailov, capo dello staff di Topalov, affermò che il 78% delle mosse del campione russo coincidevano con quelle suggerite da Fritz 9, sottolineando l'uso, ritenuto eccessivo, della toilette privata (in media sulle 50 volte per partita secondo il team di Topalov). Le accuse tuttavia si basavano su deboli indizi, non venne fornita alcuna prova concreta a sostegno delle tesi dello staff di Topalov. Kramnik fece notare in una conferenza stampa che in una delle partite incriminate entrambi i giocatori non avevano notato un matto in tre mosse, una sequenza che non sarebbe sfuggita a un motore. Molte personalità di primo piano, come Anatolij Karpov, Boris Spasskij e Zsuzsa Polgár presero le difese del giocatore russo, accusando l'uso strumentale della stampa fatto dallo staff di Topalov.

### Altri scandali notevoli (2007-2009)
In una partita tra le squadre Bergen e Zoom-AAS, della sezione 2C del campionato olandese del 2007, l'arbitro sorprese il capitano dell'AAS (che stava giocando in sesta scacchiera) nell'atto di usare un PDA. Il giocatore si trovava all'esterno dell'edificio per prendere una boccata d'aria, autorizzato dall'arbitro. Il direttore di gara lo aveva però seguito, scoprendo che il giocatore stava analizzando la posizione corrente della propria partita con Pocket Fritz. L'arbitro assegnò la vittoria all'avversario, segnalando il fatto alla federazione olandese: in base all'articolo 20.3 del regolamento della federazione, il giocatore venne squalificato dalle partite di lega e di coppa olandesi per la stagione in corso e per le due stagioni successive.
Nel torneo Open di Dubai del 2008 un giocatore iraniano senza titoli con un rating di 2 288 venne squalificato, dopo essere stato colto a ricevere suggerimenti sulle mosse tramite SMS nel corso di un incontro con il grande maestro Li Chao. Il giocatore venne accusato di ricevere aiuto da parte di complici che seguivano la partita nella trasmissione in diretta via internet.
Nella sezione under 1 600 del Norths Chess Club Centenary Year, tenutosi a Sydney nel 2009, un giocatore di 14 anni venne scoperto da un arbitro ad usare il programma Chessmaster su una PlayStation Portable, per analizzare la partita nelle toilette. In seguito all'episodio venne espulso dal torneo, venendo da allora ricordato come il primo caso di imbroglio scacchistico in Australia.

### Olimpiadi degli scacchi del 2010
Un caso di imbroglio che suscitò molto clamore si verificò durante le Olimpiadi degli scacchi del 2010, tenutesi a Chanty-Mansijsk, a seguito del quale vennero squalificati tre forti giocatori francesi. Uno di essi, il maestro internazionale Cyril Marzolo, seguiva da casa le partite nella diretta via internet e le analizzava con l'ausilio di un motore scacchistico, suggerendo la mossa migliore via SMS ad un altro giocatore, il grande maestro Arnaud Hauchard, che si trovava tra il pubblico e suggeriva a sua volta la mossa a Sébastien Feller, grande maestro che giocava nella nazionale, tramite dei gesti prestabiliti, come l'avvicinarsi o il sedersi a certi tavoli. Gli altri giocatori della nazionale erano all'oscuro di tutto. Feller fu squalificato per due anni e nove mesi da tutti gli eventi internazionali, Marzolo per un anno e sei mesi, mentre Hauchard fu squalificato a vita dal ruolo di allenatore e per tre anni da tutti gli eventi internazionali.

### Altri scandali notevoli (2011-2013)
Nel campionato nazionale tedesco del 2011 il maestro FIDE Christoph Natsidis impiegò un software scacchistico, eseguito sul suo smartphone, durante la partita dell'ultimo turno, contro il grande maestro Sebastian Siebrecht. Il giocatore confessò, venendo di seguito squalificato dal campionato.
Durante il Virginia Scholastic and Collegiate Championships del 2012, un giocatore fu scoperto nell'usare un motore scacchistico in esecuzione sul suo PDA. In questo caso il giocatore era autorizzato ad usare il dispositivo durante la partita, ma esclusivamente per annotare le mosse tramite il software eNotate. L'arbitro era insospettito dal fatto che il giocatore, dal rating molto basso (Elo 1875), stesse battendo con facilità un giocatore noto e molto forte (Elo 2 141). Il direttore di gara si mise ad osservare la partita, chiedendo al giocatore di poter controllare il palmare, ma trovò in esecuzione Pocket Fritz. Il colpevole ammise di avere barato solo in quella partita, ma i suoi risultati pregressi suggerivano la presenza di imbrogli anche nei suoi tornei precedenti, perciò fu squalificato dall'evento, gli venne revocata la tessera della federazione scacchistica della Virginia e fu segnalato alla Federazione scacchistica degli Stati Uniti d'America.
Nel 2013 al Cork Congress Chess Open, torneo tenutosi a Cork in Repubblica d'Irlanda, un episodio di cheating degenerò in una rissa, quando un sedicenne iscritto al torneo venne scoperto mentre analizzava la partita sul suo smartphone: il colpevole si era nascosto nella toilette e il suo avversario sfondò la porta, conducendolo all'esterno con la forza. Il baro fu squalificato per quattro mesi, mentre il suo avversario fu squalificato per dieci mesi per condotta violenta.

### Il caso Ivanov
Tra il 2012 e il 2013 il maestro FIDE bulgaro Borislav Ivanov fu al centro di alcuni episodi controversi. Nel corso del torneo Open di Zara del 2012, che aveva concluso in quarta posizione fu accusato di avere ottenuto quella prestazione con l'inganno. Tuttavia non vennero trovate prove a suo carico e il giocatore ricevette le scuse degli organizzatori dell'evento. Nell'aprile 2013 oltre venti grandi maestri e maestri internazionali bulgari firmarono una petizione nella quale si impegnavano a non partecipare ai tornei nei quali fosse stato presente anche Ivanov, qualora non fossero state prese contromisure speciali nella prevenzione degli imbrogli. Successivamente il giocatore venne squalificato per quattro mesi dalla federazione bulgara: si trattò della prima squalifica per "doping tecnologico" comminata basandosi soltanto sulle prove indiziarie. Ivanov fino ad allora non era mai stato colto in flagrante. La decisione della federazione bulgara venne contestata dal giocatore, perciò Ivanov venne invitato ad un confronto da tenersi con l'ausilio di un poligrafo, ma il giocatore non si presentò, sostenendo che la data dell'incontro si sarebbe sovrapposta al torneo Open di Varna, al quale sosteneva di dover partecipare.
Il grande maestro italiano Axel Rombaldoni affrontò Ivanov, venendo sconfitto, nel corso del torneo "Open Internazionale Old Capitol 2013" che si stava svolgendo a Veliko Tărnovo. Intervistato da ChessBase News dichiarò di essere convinto del fatto che egli stesse barando, in quanto non sembrava mai concentrato sul gioco e pareva che non calcolasse nessuna mossa.
Nel torneo Open di Blagoevgrad 2013 Ivanov venne osservato con attenzione da alcuni maestri presenti, in particolare dal grande maestro Max Dlugy. In quell'occasione Ivanov aveva superato i controlli di routine previsti all'inizio di ogni turno ma aveva un modo strano di camminare e muoveva i piedi in maniera sospetta nel corso delle partite, per cui Dlugy e altri presenti ipotizzarono che potesse barare tramite qualche dispositivo elettronico installato nelle scarpe, delle voluminose sneaker. Messo alle strette dagli organizzatori dell'evento, perse per forfeit il settimo turno del torneo (nel quale doveva affrontare Dlugy) per essersi rifiutato di far controllare le sue calzature al direttore di gara. Si sospettava che il giocatore bulgaro potesse avere all'interno delle proprie scarpe uno smartphone, controllato tramite il touch screen mediante l'alluce o tramite i sensori di movimento con delle scosse del piede, e dal quale potesse ricevere una risposta tramite la vibrazione. Al giocatore fu comunque concesso di disputare gli ultimi due turni del torneo, che concluse in quindicesima posizione. Al termine dell'evento il giocatore annunciò di volersi ritirare dalle competizioni scacchistiche.
Dopo pochi mesi tornò alle competizioni agonistiche, partecipando al torneo open di Navalmoral de la Mata nel dicembre del 2013, dove totalizzò 4,5 punti nei primi cinque turni, battendo due grandi maestri e ottenendo la patta contro un terzo. Anche in questo caso, il suo stile di gioco aveva insospettito i partecipanti, e il giocatore venne squalificato per non aver acconsentito a un controllo "anti-cheating" prima del sesto turno, dopo che un suo avversario, in presenza di diversi testimoni, aveva individuato un dispositivo sospetto sotto la sua maglietta. Ivanov si ritirò, quindi, dal torneo, dichiarandosi dispiaciuto per il modo in cui era stato trattato dagli avversari e per l'atmosfera generale che, a suo parere, c'era stata durante il torneo. In seguito a questo ulteriore episodio, il giocatore venne nuovamente squalificato dalla federazione bulgara, questa volta per quattro mesi. Le prove indiziarie a carico del giocatore vennero ritenute troppo schiaccianti . Nel corso dello stesso anno gli venne negata la partecipazione al torneo internazionale di Milano.
L'8 dicembre 2013 Ivanov venne squalificato a vita dalla federazione scacchistica bulgara mentre nel gennaio 2014 la FIDE cancellò il suo rating e la Commissione Etica FIDE aprì un fascicolo a suo carico.

### Altri scandali notevoli (2014-2016)

#### Toilette
Durante il "Torneo Open di Iaşi" del 2014 un giocatore fu colto ad usare il telefono nella toilette e squalificato per un anno dalla federazione olandese e dalla FIDE.
Nell'aprile del 2015 il grande maestro georgiano Gaioz Nigalidze fu espulso dal torneo open di Dubai dopo essere stato scoperto a consultare un software di scacchi sullo smartphone nei bagni durante una partita. A seguito della vicenda venne squalificato per tre anni con la revoca del titolo di grande maestro.
Nel febbraio del 2016 un giocatore è stato espulso dal torneo open di Mosca, quando è stato trovato uno smartphone nascosto nella toilette, sotto una mattonella scollata dietro le tubature di scarico. Il giocatore si è dichiarato colpevole ed è stato sospeso per un anno.

#### Nuova Delhi
Un diciannovenne indiano (con un rating di 1 517) fu colto a barare nel quinto turno del torneo open "Dr. Hedgewar", disputato tra il 27 aprile e il 1º maggio 2015 a Nuova Delhi e il cui premio era di un milione di rupie indiane per il vincitore (quasi 15 000 euro con il cambio del periodo). Il giocatore riuscì a battere il grande maestro Praveen Thipsay, oltre 900 punti superiore a lui nel sistema Elo, il quale già prima della fine della partita (durata 87 mosse) si era lamentato con l'arbitro, osservando che il giocatore rifletteva sempre per circa due minuti, sia sulle mosse più banali sia sulle più complesse. Il presunto baro nel finale aveva inoltre mancato delle facili linee di gioco vincenti. L'arbitro fece proseguire il gioco e al termine della partita condusse il giocatore in una stanza a parte per perquisirlo: gli vennero trovati addosso due diversi smartphone con sistema operativo Android, una cintura con due batterie da 9 V e un microauricolare inserito in un orecchio. Il giocatore riceveva indicazioni da un complice, uno studente al secondo anno di ingegneria all'Università di Radaur, che aveva predisposto e testato l'apparato e che stava analizzando la partita a Yamuna Nagar, a 220 km di distanza, usando Fritz.

#### Imperia
Nel settembre del 2015 un giocatore si fece espellere dal torneo di Imperia per essere stato colto a barare. L'arbitro internazionale era insospettito dai risultati positivi contro avversari molto più forti e dallo strano portamento del giocatore, che teneva sempre un pollice sotto l'ascella e sbatteva le palpebre in maniera sospetta. Il giorno dopo aver rifiutato una perquisizione sotto la maglietta, l'arbitro ha richiesto un controllo con il metal detector, che ha rivelato la presenza di una trasmittente e una microcamera, usati probabilmente per comunicare in codice Morse con qualche complice.

#### Scandalo norvegese
Nel gennaio del 2016, un giocatore ipovedente norvegese venne accusato di cheating, osservando che le sue partite erano estremamente simili alle analisi di un motore scacchistico. Per via della sua disabilità, gli era consentito usare un registratore munito di auricolare per la notazione delle mosse, ma in seguito si scoprì che l'auricolare non era collegato al registratore, ma era un dispositivo bluetooth che gli permetteva di comunicare con l'esterno. Nell'aprile dello stesso anno venne squalificato per due anni dalla federazione scacchistica norvegese, il giocatore fece ricorso, ma questo venne respinto nel mese di settembre. Scontata la squalifica, il giocatore tornò a giocare un torneo agonistico nel gennaio del 2018, ma già nei primissimi turni diede adito a nuovi sospetti, avendo vinto le partite dei primi tre turni, riuscendo a battere anche un giocatore di livello magistrale. Nel quarto turno, mentre affrontava una giocatrice di nove anni, il padre della ragazzina osservò che il giocatore portava continuamente la mano all'orecchio, come se stesse premendo il tasto di un aggeggio elettronico, e prese a filmarlo. La partita fu interrotta alla quindicesima mossa e il giocatore fu trovato di nuovo a comunicare con un auricolare bluetooth. In seguito a questo nuovo episodio il giocatore norvegese fu squalificato a vita dalla federazione del suo paese.

## Regola sul tocco dei pezzi

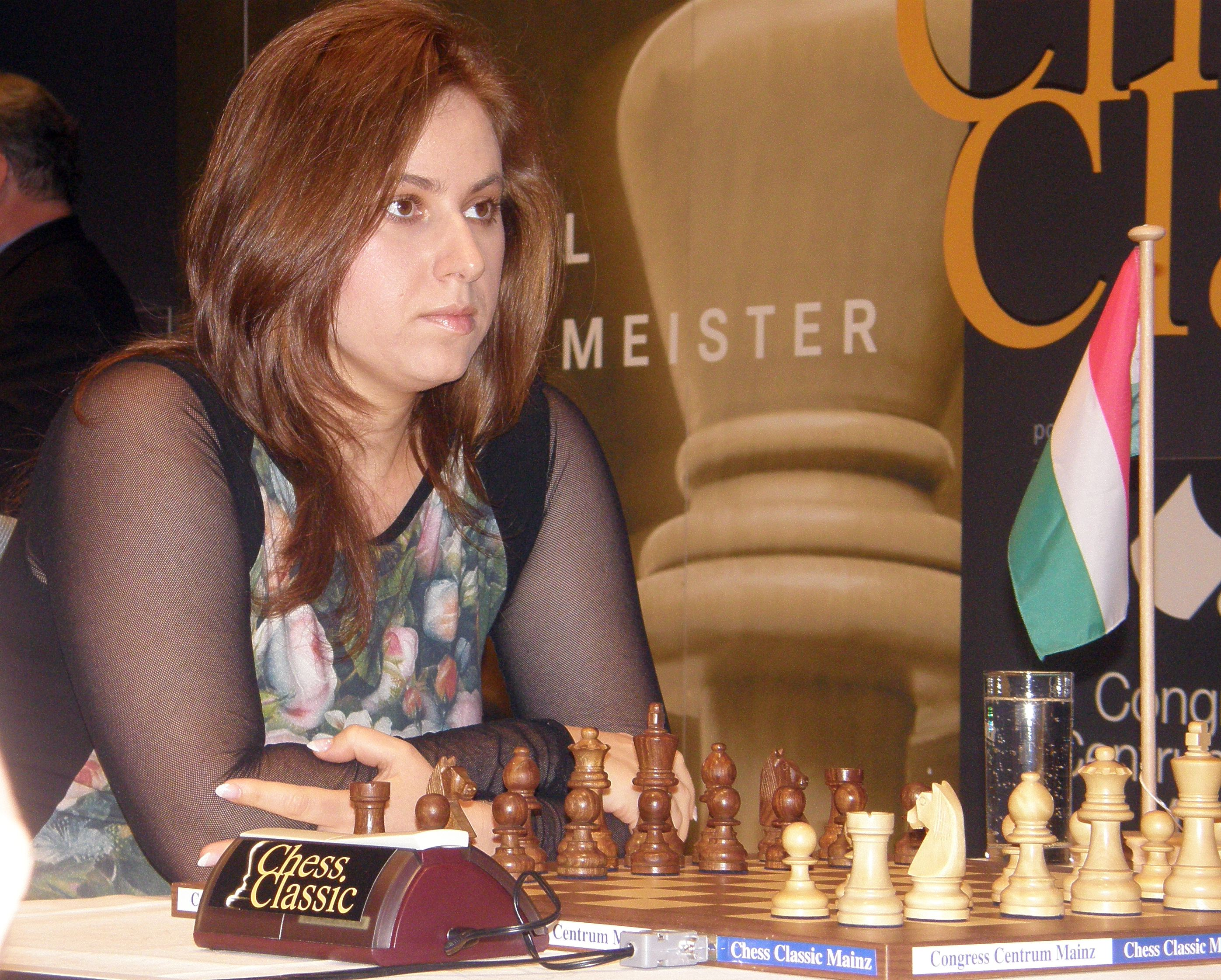
Judit Polgár nel 2008.

Nel gioco degli scacchi, l'articolo 4 del regolamento internazionale stabilisce che se il giocatore che ha il tratto tocca uno dei suoi pezzi è obbligato a muoverlo, se esso può compiere mosse legali. Inoltre, se un pezzo viene mosso e lasciato su una casa, la mossa (se non è illegale) deve considerarsi conclusa. Se il giocatore tocca un pezzo dell'avversario deve prenderlo, se possibile. La violazione di queste regole è una condotta di gioco scorretta ed irregolare, ma non è sempre facile da accertare perché spesso gli unici testimoni sono i soli giocatori.
Un incidente molto noto accadde durante il torneo interzonale del 1967, a Susa, nel corso di una partita tra Milan Matulović e István Bilek. Matulović giocò una mossa perdente, ritirandola dopo aver detto J'adoube (che andrebbe detto prima di acconciare i pezzi nelle rispettive case e comunque non consente di ritrattare una mossa conclusa). Nonostante i reclami di Bilek, l'arbitro confermò la mossa. A causa di questa scorrettezza rimasta impunita, Matulović è stato soprannominato J'adoubovic.
Un altro famoso caso di violazione di questa regola accadde durante il torneo di Linares del 1994. Garri Kasparov, in una partita contro Judit Polgár, ritrattò una mossa che gli sarebbe potuta costare la partita, dopo che aveva lasciato il pezzo per una frazione di secondo. Kasparov vinse sulla scacchiera e i giudici di gara, nonostante avessero delle registrazioni video che confermavano la legittimità del reclamo avanzato dalla Polgár, non ribaltarono il risultato perché il reclamo era stato avanzato troppo tardi, un giorno dopo, mentre la giocatrice avrebbe dovuto contestare l'azione durante la partita. Il video conferma che Kasparov aveva lasciato il pezzo per un quarto di secondo; secondo lo psicologo cognitivo Robert Solso si tratta di un tempo troppo breve per compiere una scelta consapevole.

## Alterazioni del rating e sandbagging
Un giocatore scorretto può cercare di alterare il proprio rating Elo sia verso l'alto che verso il basso, con molteplici scopi, come l'avanzamento immeritato nelle graduatorie o il conseguimento illegittimo di titoli scacchistici, oppure vantaggi economici dati dal vincere tornei nei quali si partecipa in categorie inferiori alla propria, sfruttando il vantaggio di affrontare avversari più deboli. L'Elo può essere ridotto artificiosamente in maniera relativamente facile, perdendo volontariamente un adeguato numero di partite, mentre un aumento irregolare è in genere più complesso e può essere ottenuto alterando volontariamente i risultati delle partite, ad esempio falsificando documenti e verbali degli incontri, od organizzando tornei, in genere privati, dall'andamento completamente irregolare.
Talvolta le irregolarità possono emergere a livello delle federazioni nazionali o della FIDE, ad esempio nel 2005 la FIDE non ha ufficializzato le norme ottenute nei tornei di Alušta, in Ucraina, sostenendo che le partite non erano state disputate in accordo al codice etico della federazione, suscitando le proteste di alcuni giocatori. 
Nello stesso anno in Ucraina un altro presunto torneo organizzato a Óity a Slavutich in memoria delle vittime del disastro di Černobyl' si è rivelato essere completamente fittizio.
Solitamente questo tipo di falsificazioni non coinvolgono i giocatori ai massimi livelli, ma principalmente giocatori professionisti di livello inferiore che vogliono ottenere norme per un titolo o un rating più alto per competere in categorie superiori. Tuttavia, in alcuni casi le falsificazioni hanno riguardato l'assegnazione di rating particolarmente elevati, tipicamente in casi nei quali erano coinvolte direttamente o indirettamente personalità politiche della FIDE o delle federazioni nazionali.
Tra le alterazioni del rating, la cosiddetta pratica del sandbagging consiste nel perdere alcune partite volontariamente ‒ generalmente in tornei dal costo di partecipazione ridotto ‒ per abbassare il proprio Elo al di sotto di una certa soglia, al fine di poter partecipare in seguito a tornei di categoria inferiore, nei quali si hanno maggiori possibilità di vittoria e dunque di riscuotere premi in denaro. Questa tecnica è difficile da accertare, così alcune federazioni, come quella statunitense (USCF), prevedono dei rating minimi basati su punteggi pregressi o vincite in denaro precedenti, per minimizzare gli effetti di tale pratica.

### Il "Caso Ricca"
Un caso significativo di sandbagging riguardò l'Elo della Federazione Scacchistica Italiana (FSI), quando nel 1997 il Candidato Maestro Roberto Ricca si mise nelle condizioni di perdere una serie di partite ottenendo un punteggio molto basso.
In seguito, approfittando di alcune debolezze nella regolamentazione del rating nazionale, tra le quali l'ampio intervallo fra due aggiornamenti consecutivi (6 mesi) e il fatto che nei tornei italiani l'ammissione era basata sull'eventuale Elo FIDE ma le variazioni erano calcolate in base all'Elo nazionale, giocò un gran numero di tornei (16, ovvero in media due tornei ogni tre settimane circa), ottenendo così un nuovo punteggio spropositatamente alto (con un incremento di 1 071 punti in un semestre) che lo poneva ai vertici della graduatoria nazionale.
Sebbene tali risultati siano stati ottenuti nel rispetto delle regole, la Federazione Scacchistica Italiana ha congelato l'omologazione del risultato e in seguito ha aumentato la frequenza di aggiornamento del rating da 6 a 3 mesi. Il protagonista ha rilasciato una dichiarazione, pubblicata su alcune riviste scacchistiche, nella quale afferma di aver preso consapevolezza delle reali potenzialità di quella tecnica solo in corso d'opera, affermando che con qualche altra accortezza avrebbe potuto ottenere un incremento molto più alto, fino a 1 380 punti, e sostiene di aver agito in quel modo per far emergere le falle nel sistema di regolamentazione del rating italiano più che per trarre vantaggio personale, avendo infatti intenzione di abbandonare le competizioni scacchistiche.
Ha anche affermato di aver avuto a che fare con altri giocatori che si sono serviti della stessa tecnica per alterare il proprio Elo, ma su scala ridotta, in modo che il trucco non fosse notato.

### Il caso birmano
Poco tempo dopo, un grave scandalo ha coinvolto la federazione scacchistica birmana, che tramite tornei irregolari è passata dall'avere solo 6 giocatori con Elo FIDE nel 1997 (il più alto era pari a 2 360 punti) ad oltre 200 nel 1999 (con 16 over-2 500 e 36 over-2 400). La FIDE ha reagito congelando l'aggiornamento del rating dei giocatori birmani e aprendo un'inchiesta per accertare le circostanze che hanno portato all'assegnazione di tali punteggi spropositati, disponendo inoltre di non appaltare più a soggetti di terze parti la pubblicazione delle graduatorie Elo, spostandone la gestione all'interno della FIDE.

### Il caso rumeno
|   | a                                                                                                  | b                                                                                                  | c                                                                                                  | d                                                                                                  | e                                                                                                  | f                                                                                                  | g                                                                                                  | h                                                                                                  |   |
| 8 | f6 re del nero · e5 torre del nero · e3 torre del bianco · f3 pedone del bianco · e2 re del bianco | f6 re del nero · e5 torre del nero · e3 torre del bianco · f3 pedone del bianco · e2 re del bianco | f6 re del nero · e5 torre del nero · e3 torre del bianco · f3 pedone del bianco · e2 re del bianco | f6 re del nero · e5 torre del nero · e3 torre del bianco · f3 pedone del bianco · e2 re del bianco | f6 re del nero · e5 torre del nero · e3 torre del bianco · f3 pedone del bianco · e2 re del bianco | f6 re del nero · e5 torre del nero · e3 torre del bianco · f3 pedone del bianco · e2 re del bianco | f6 re del nero · e5 torre del nero · e3 torre del bianco · f3 pedone del bianco · e2 re del bianco | f6 re del nero · e5 torre del nero · e3 torre del bianco · f3 pedone del bianco · e2 re del bianco | 8 |
| 7 | f6 re del nero · e5 torre del nero · e3 torre del bianco · f3 pedone del bianco · e2 re del bianco | f6 re del nero · e5 torre del nero · e3 torre del bianco · f3 pedone del bianco · e2 re del bianco | f6 re del nero · e5 torre del nero · e3 torre del bianco · f3 pedone del bianco · e2 re del bianco | f6 re del nero · e5 torre del nero · e3 torre del bianco · f3 pedone del bianco · e2 re del bianco | f6 re del nero · e5 torre del nero · e3 torre del bianco · f3 pedone del bianco · e2 re del bianco | f6 re del nero · e5 torre del nero · e3 torre del bianco · f3 pedone del bianco · e2 re del bianco | f6 re del nero · e5 torre del nero · e3 torre del bianco · f3 pedone del bianco · e2 re del bianco | f6 re del nero · e5 torre del nero · e3 torre del bianco · f3 pedone del bianco · e2 re del bianco | 7 |
| 6 | f6 re del nero · e5 torre del nero · e3 torre del bianco · f3 pedone del bianco · e2 re del bianco | f6 re del nero · e5 torre del nero · e3 torre del bianco · f3 pedone del bianco · e2 re del bianco | f6 re del nero · e5 torre del nero · e3 torre del bianco · f3 pedone del bianco · e2 re del bianco | f6 re del nero · e5 torre del nero · e3 torre del bianco · f3 pedone del bianco · e2 re del bianco | f6 re del nero · e5 torre del nero · e3 torre del bianco · f3 pedone del bianco · e2 re del bianco | f6 re del nero · e5 torre del nero · e3 torre del bianco · f3 pedone del bianco · e2 re del bianco | f6 re del nero · e5 torre del nero · e3 torre del bianco · f3 pedone del bianco · e2 re del bianco | f6 re del nero · e5 torre del nero · e3 torre del bianco · f3 pedone del bianco · e2 re del bianco | 6 |
| 5 | f6 re del nero · e5 torre del nero · e3 torre del bianco · f3 pedone del bianco · e2 re del bianco | f6 re del nero · e5 torre del nero · e3 torre del bianco · f3 pedone del bianco · e2 re del bianco | f6 re del nero · e5 torre del nero · e3 torre del bianco · f3 pedone del bianco · e2 re del bianco | f6 re del nero · e5 torre del nero · e3 torre del bianco · f3 pedone del bianco · e2 re del bianco | f6 re del nero · e5 torre del nero · e3 torre del bianco · f3 pedone del bianco · e2 re del bianco | f6 re del nero · e5 torre del nero · e3 torre del bianco · f3 pedone del bianco · e2 re del bianco | f6 re del nero · e5 torre del nero · e3 torre del bianco · f3 pedone del bianco · e2 re del bianco | f6 re del nero · e5 torre del nero · e3 torre del bianco · f3 pedone del bianco · e2 re del bianco | 5 |
| 4 | f6 re del nero · e5 torre del nero · e3 torre del bianco · f3 pedone del bianco · e2 re del bianco | f6 re del nero · e5 torre del nero · e3 torre del bianco · f3 pedone del bianco · e2 re del bianco | f6 re del nero · e5 torre del nero · e3 torre del bianco · f3 pedone del bianco · e2 re del bianco | f6 re del nero · e5 torre del nero · e3 torre del bianco · f3 pedone del bianco · e2 re del bianco | f6 re del nero · e5 torre del nero · e3 torre del bianco · f3 pedone del bianco · e2 re del bianco | f6 re del nero · e5 torre del nero · e3 torre del bianco · f3 pedone del bianco · e2 re del bianco | f6 re del nero · e5 torre del nero · e3 torre del bianco · f3 pedone del bianco · e2 re del bianco | f6 re del nero · e5 torre del nero · e3 torre del bianco · f3 pedone del bianco · e2 re del bianco | 4 |
| 3 | f6 re del nero · e5 torre del nero · e3 torre del bianco · f3 pedone del bianco · e2 re del bianco | f6 re del nero · e5 torre del nero · e3 torre del bianco · f3 pedone del bianco · e2 re del bianco | f6 re del nero · e5 torre del nero · e3 torre del bianco · f3 pedone del bianco · e2 re del bianco | f6 re del nero · e5 torre del nero · e3 torre del bianco · f3 pedone del bianco · e2 re del bianco | f6 re del nero · e5 torre del nero · e3 torre del bianco · f3 pedone del bianco · e2 re del bianco | f6 re del nero · e5 torre del nero · e3 torre del bianco · f3 pedone del bianco · e2 re del bianco | f6 re del nero · e5 torre del nero · e3 torre del bianco · f3 pedone del bianco · e2 re del bianco | f6 re del nero · e5 torre del nero · e3 torre del bianco · f3 pedone del bianco · e2 re del bianco | 3 |
| 2 | f6 re del nero · e5 torre del nero · e3 torre del bianco · f3 pedone del bianco · e2 re del bianco | f6 re del nero · e5 torre del nero · e3 torre del bianco · f3 pedone del bianco · e2 re del bianco | f6 re del nero · e5 torre del nero · e3 torre del bianco · f3 pedone del bianco · e2 re del bianco | f6 re del nero · e5 torre del nero · e3 torre del bianco · f3 pedone del bianco · e2 re del bianco | f6 re del nero · e5 torre del nero · e3 torre del bianco · f3 pedone del bianco · e2 re del bianco | f6 re del nero · e5 torre del nero · e3 torre del bianco · f3 pedone del bianco · e2 re del bianco | f6 re del nero · e5 torre del nero · e3 torre del bianco · f3 pedone del bianco · e2 re del bianco | f6 re del nero · e5 torre del nero · e3 torre del bianco · f3 pedone del bianco · e2 re del bianco | 2 |
| 1 | f6 re del nero · e5 torre del nero · e3 torre del bianco · f3 pedone del bianco · e2 re del bianco | f6 re del nero · e5 torre del nero · e3 torre del bianco · f3 pedone del bianco · e2 re del bianco | f6 re del nero · e5 torre del nero · e3 torre del bianco · f3 pedone del bianco · e2 re del bianco | f6 re del nero · e5 torre del nero · e3 torre del bianco · f3 pedone del bianco · e2 re del bianco | f6 re del nero · e5 torre del nero · e3 torre del bianco · f3 pedone del bianco · e2 re del bianco | f6 re del nero · e5 torre del nero · e3 torre del bianco · f3 pedone del bianco · e2 re del bianco | f6 re del nero · e5 torre del nero · e3 torre del bianco · f3 pedone del bianco · e2 re del bianco | f6 re del nero · e5 torre del nero · e3 torre del bianco · f3 pedone del bianco · e2 re del bianco | 1 |
|   | a                                                                                                  | b                                                                                                  | c                                                                                                  | d                                                                                                  | e                                                                                                  | f                                                                                                  | g                                                                                                  | h                                                                                                  |   |

Un celebre caso ha visto come protagonista uno scacchista rumeno, accusato di aver falsificato documenti per raggiungere la 33ª posizione nel rating mondiale (2 635 punti Elo) e i titoli di maestro internazionale e di grande maestro. Una commissione della FIDE ha accusato il giocatore di aver falsificato i risultati di tornei, constatando che fosse impossibile ottenere i suoi risultati giocando un numero estremamente ridotto di partite, molto più basso rispetto ai suoi connazionali di spicco, senza partecipare alle Olimpiadi e senza giocare in tornei pubblici, ma solo in eventi privati. La commissione ha richiesto all'accusato di giocare in tre distinti tornei internazionali per confermare i propri risultati: il giocatore ha partecipato solo ad un torneo, il Milan Vidmar Memorial del 2001, in Slovenia, dove ha ottenuto il punteggio di 0,5/9 (una patta e otto sconfitte, che ha comportato il calo del suo Elo da 2635 a 2588 punti), con uno stile di gioco giudicato dalla commissione FIDE come impensabile per un giocatore di quel livello (un esempio nel diagramma a lato). La commissione ha richiesto la cancellazione del rating e la revoca dei titoli di IM e GM.
La federazione scacchistica rumena (Federația Română de Șah, FRȘ) era inizialmente favorevole ai provvedimenti contro il giocatore, fino a quando il diretto interessato stesso ne divenne presidente e cambiò le politiche della federazione in merito. A quel punto la FIDE intervenne contro la FRS, anche se provvedimenti concreti tardarono nell'essere attuati. Il giocatore fu intanto arrestato e condannato per frode in una vicenda non correlata con il gioco e scomparve dal mondo degli scacchi. Nonostante tutto, la FIDE aggiornò la scheda solo nell'agosto 2015, rimuovendo tutti i suoi titoli scacchistici e riducendo il suo Elo a 2 132.

### Il caso russo
Un altro caso riguardò un uomo d'affari e scacchista russo accusato di aver raggiunto, tramite tornei privati da lui organizzati nei quali totalizzava punteggi altissimi, l'Elo FIDE di 2 646 (che gli è valso l'ingresso nella top 100 mondiale), il titolo di maestro internazionale e di arbitro internazionale. Il giocatore è stato accusato da diversi grandi scacchisti, tra i quali il grande maestro Alexander Baburin su Chess today e l'allora MI Igor' Jagupov su 64. Il giocatore ha vinto una causa per diffamazione contro Jagupov presentando i verbali di gara e le ricevute d'albergo relative ai tornei in questione, che secondo i critici erano tornei fantasma. Anche il suo autista, un uomo non titolato e privo di rating, ha ottenuto un Elo over 2 440 e il giocatore avrebbe affermato che anche il suo gatto avrebbe potuto raggiungere un rating elevato, se egli avesse voluto.

## Doping
Nel gioco degli scacchi è proibito il doping, ovvero l'assunzione di sostanze capaci di alterare le prestazioni dei giocatori. La FIDE ha un proprio regolamento antidoping, affidato a una commissione permanente (la commissione medica) e i principi sono stabiliti dall'articolo 14 del suo statuto, secondo il quale la federazione internazionale collabora con le federazioni nazionali ed olimpiche nella lotta al doping, accettando la regolamentazione antidoping internazionale. Secondo le disposizioni della FIDE, nel gioco degli scacchi è vietato l'uso di sostanze proibite dall'agenzia mondiale antidoping (WADA), in particolare anfetamine, efedrina, metilefedrina (concentrazione massima di 10 mg/ml nelle urine) e pseudoefedrina (0,15 mg/ml). Oltre alle sostanze proibite dalla WADA, la FIDE pone ulteriori restrizioni sulla caffeina (solo nelle competizioni, per consumi superiori ai 400 mg) e sulla codeina (qualora superi le dosi ad uso medico). Sono inoltre tenute in considerazione le sostanze che influenzano lo stato cognitivo, come modafinil (che aumenta l'attenzione e influenza la capacità di memoria), adderall (una miscela di sali anfetaminici) e metilfenidato (uno stimolante).

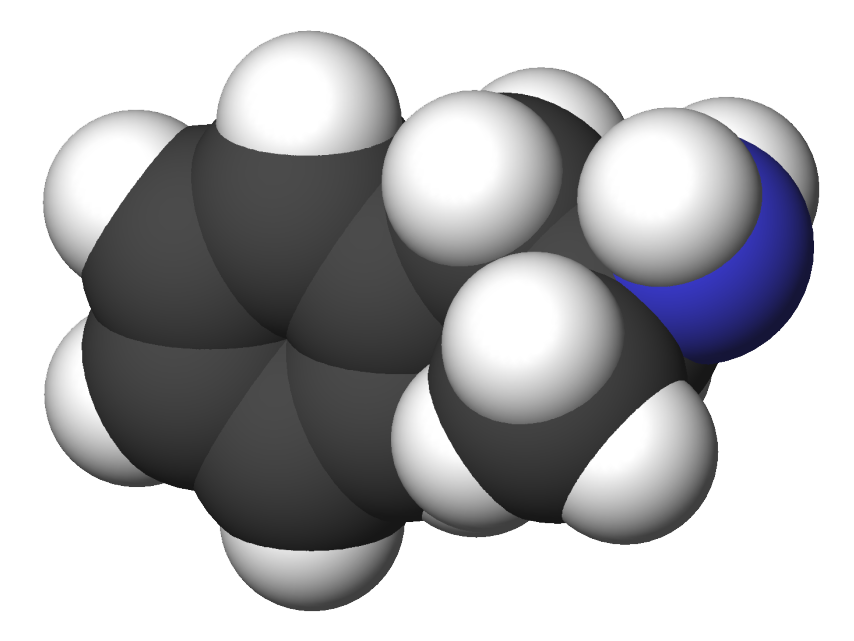
Schematizzazione della molecola di anfetamina, una comune sostanza dopante.

Nei tornei di scacchi possono essere condotti controlli antidoping a campione, sia casuali che mirati, effettuati dal personale della Commissione Medica FIDE o da altre agenzie qualificate autorizzate dalla federazione in laboratori accreditati dalla WADA. Nei tornei internazionali la scelta del numero di controlli da effettuare e dei test mirati spetta alla Commissione Medica FIDE, e dovrebbero essere controllati almeno i primi tre classificati più un ulteriore giocatore scelto casualmente (un giocatore per ogni squadra tra le prime tre classificate più una squadra casuale, nel caso di eventi a squadre). Nei tornei nazionali, il numero di controlli da effettuare e i criteri per la selezione dei giocatori spettano invece alle federazioni nazionali.
Durante le Olimpiadi degli scacchi del 2004, disputate a Calvià, due giocatori della Papua Nuova Guinea e di Bermuda si sono rifiutati di sottoporsi al test antidoping. I due sono stati ascoltati dalla commissione disciplinare della FIDE, che ha poi deciso di cancellare i loro risultati nel torneo (uno di essi aveva ottenuto 7,5 punti su 14, l'altro 3,5 su 9), facendo scendere il punteggio totale della Papua Nuova Guinea da 23 a 15,5 e quello di Bermuda da 22 a 18,5.
Ha suscitato clamore un fatto accaduto durante le Olimpiadi degli scacchi del 2008, tenutesi a Dresda. La nazionale ucraina era stata sorteggiata per il test antidoping dopo l'ultimo turno, nel quale affrontava gli Stati Uniti e si giocava una possibile medaglia. Contro i pronostici, l'Ucraina è stata pesantemente sconfitta per 3,5-0,5, con Vasyl' Ivančuk battuto in prima scacchiera da Gata Kamskij. Il giocatore ucraino si è allontanato furente dall'area di gioco, prendendo a calci con violenza un pilastro in cemento e poi sparendo dalla sede dell'evento per tutta la sera. Non essendosi presentato al test, il giocatore avrebbe dovuto essere considerato colpevole in base all'articolo 2.3 del regolamento antidoping FIDE, rischiando la cancellazione dei risultati all'Olimpiade e due anni di squalifica. La federazione internazionale ha tuttavia disposto di non procedere contro Ivančuk, ritenendo che la sua mancata presentazione sia stata non intenzionale, dovuta al notevole stato di alterazione causato dalla sconfitta, in aggiunta al fatto che la richiesta di presentazione al test potrebbe non essere stata compresa da Ivančuk in quanto formulata in inglese, che non è la sua lingua madre.

## Accuse di presunti poteri psichici

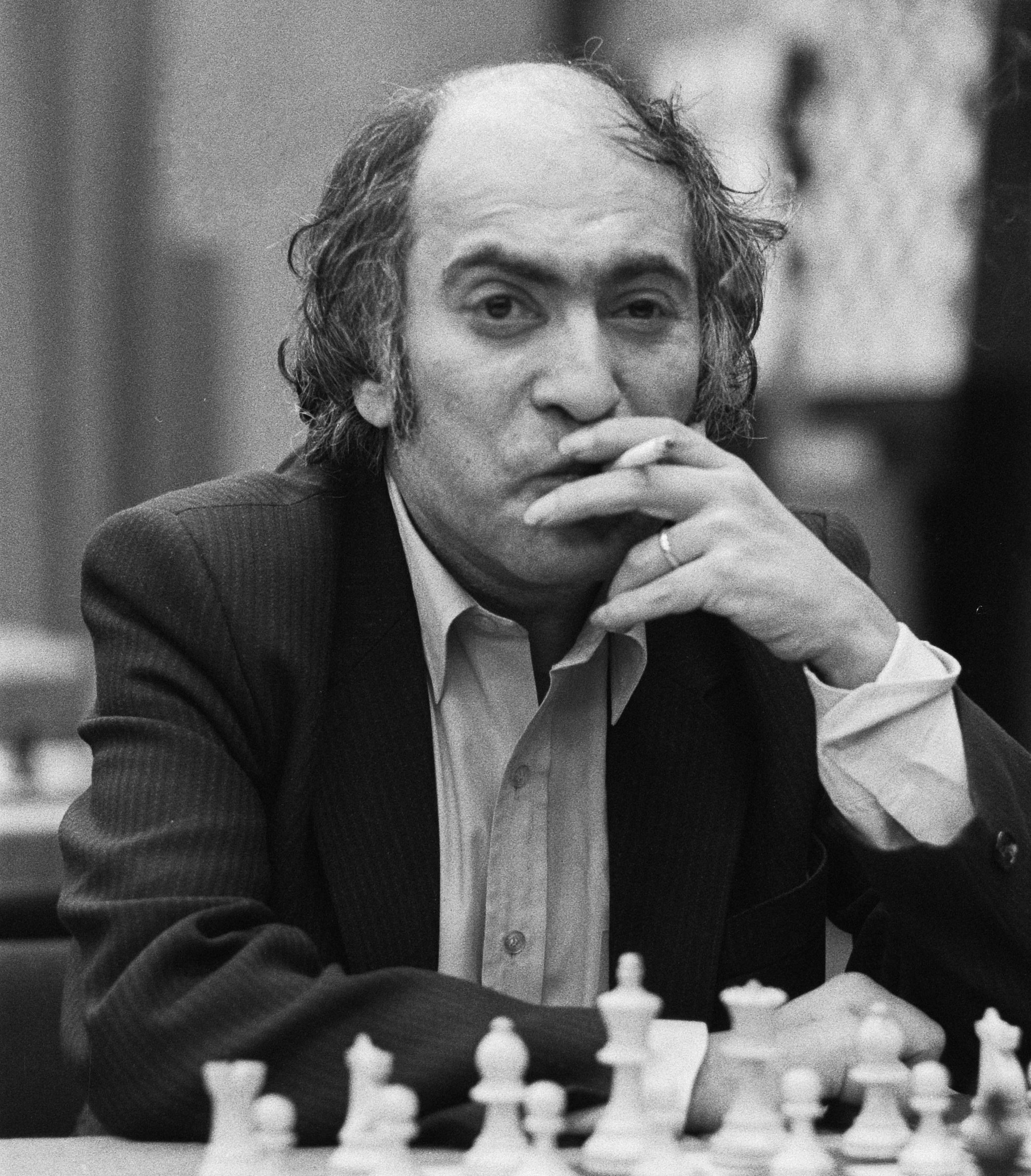
Lo sguardo di Michail Tal', definito "magnetico" da diversi avversari.

In alcuni casi sono state avanzate accuse sull'uso di presunti poteri psichici per alterare il gioco. Ad alcuni grandi giocatori è stata attribuita la capacità di incutere grande timore quando si trovavano alla scacchiera, come Garri Kasparov o Bobby Fischer, e solitamente ciò è legato al conoscerne le grandi capacità ed i precedenti notevoli. Alcune accuse più bizzarre sono state rivolte a giocatori ritenuti capaci di ipnotizzare gli avversari. Ad esempio, Michail Tal' era solito alzare lo sguardo dalla scacchiera e guardare negli occhi gli avversari, che era accusato di ipnotizzare con il suo "sguardo magnetico". Un curioso aneddoto riguarda un suo incontro con Pál Benkő, nel quale il suo avversario ungaro-americano si era presentato sulla scacchiera indossando un paio di occhiali da sole che, a suo dire, servivano per proteggersi dallo sguardo del campione lettone. Tal, cui non mancava il senso dell'umorismo, si è fatto prestare un paio di occhiali da sole da Tigran Petrosjan e i due si sono affrontati entrambi muniti di occhiali scuri, con divertimento del pubblico e degli altri giocatori presenti.

### Il campionato del mondo del 1978

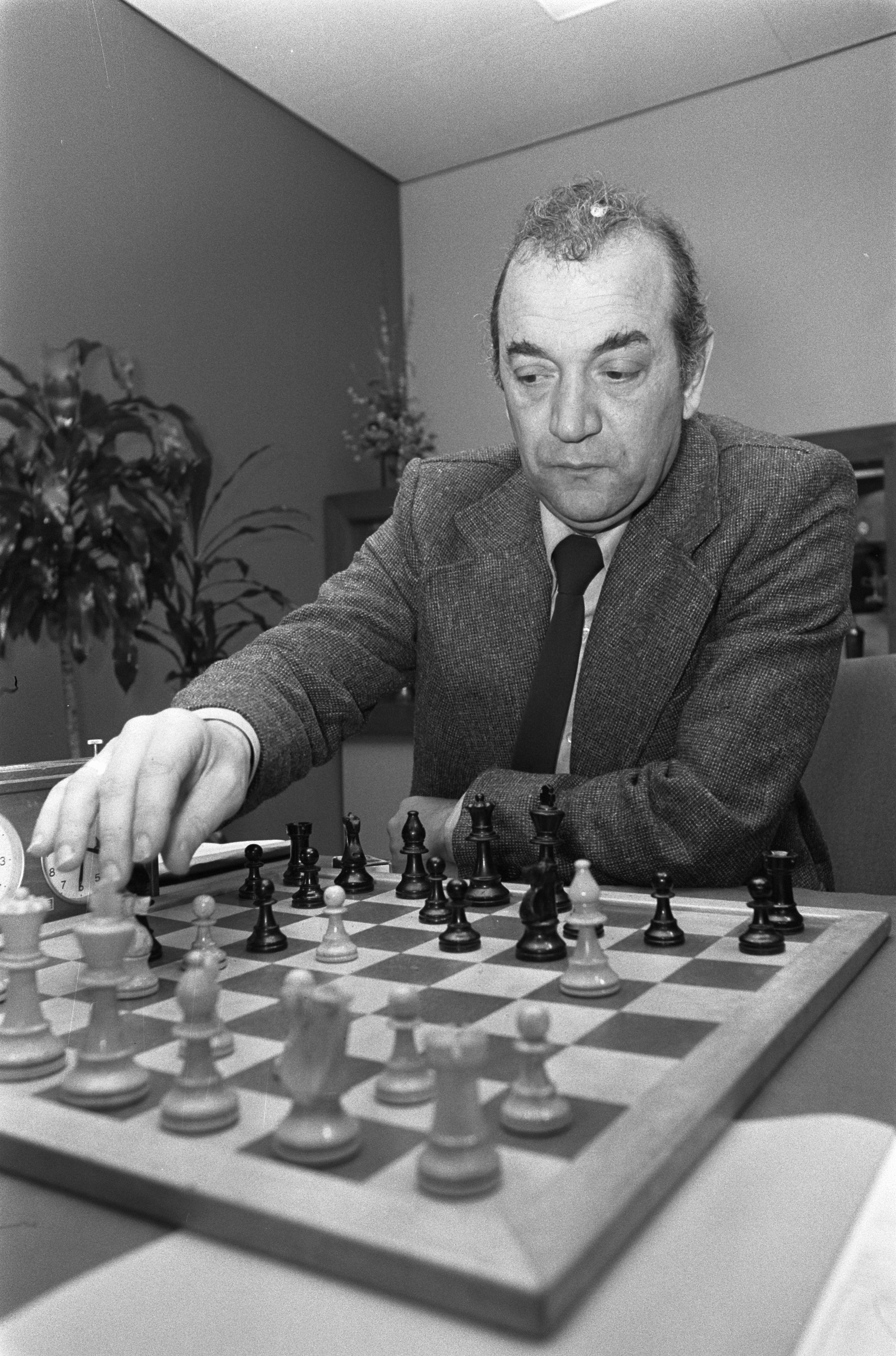
Viktor Korčnoj nel 1976. È stato lo sfidante di Karpov nei mondiali del 1978 e del 1981.

Uno tra gli episodi più eclatanti di simili accuse è accaduto nel corso del campionato del mondo del 1978 tra il sovietico Anatolij Karpov, campione in carica, e lo sfidante Viktor Korčnoj. Quest'ultimo era fuggito pochi anni prima dall'Unione Sovietica ed era apolide in attesa della cittadinanza svizzera, motivo per cui era ritenuto un disertore ed era fortemente inviso ai sovietici. Il match è stato disputato a Baguio, nelle Filippine, ed è ritenuto il mondiale di scacchi più bizzarro della storia. Il team di Karpov comprendeva uno psicologo, il dottor Vladimir Zuchar, che durante le partite sedeva tra le prime file degli spettatori. Korčnoj era piuttosto superstizioso e, dopo la prima vittoria di Karpov nell'ottava partita, il suo team accusò Zuchar di essere un parapsicologo che usava i suoi presunti poteri occulti per confondere Korčnoj, generando notevoli polemiche che si aggiunsero a quelle precedenti al match. Il team di Korčnoj richiese il suo allontanamento e quando Lothar Schmid, l'arbitro capo dell'evento, dispose di far spostare Zuchar in una fila più lontana in base al fatto che il pubblico non doveva infastidire i giocatori, in una lettera Karpov in persona accusò l'arbitro di essere parziale, sostenendo che avesse travalicato i suoi poteri. Seguì una riunione di sei ore dell'organizzazione, la cui conclusione fu quella di stabilire che l'arbitro aveva autorità solo nei confronti di disturbi fisici arrecati dal pubblico, ma non su presunti disturbi soggettivi quali quelli derivanti da ipotetici poteri psichici. Nelle partite seguenti, Zuchar fu costretto a continui spostamenti nella sala, generalmente circondato e sorvegliato da uomini del team di Korčnoj, fino a quando non fu spostato in ultima fila da Campomanes in persona, allora presidente della federazione scacchistica filippina.
Come risposta, Korčnoj incluse nel suo team il parapsicologo israeliano Vladimir Bergina, licenziandolo però dopo poche partite in quanto Karpov ignorava la sua presenza. Korčnoj decise inoltre di usare degli occhiali da sole riflettenti per "proteggersi", cui seguirono ovvie contestazioni da parte di Karpov. Korčnoj impiegò un intervallo per andare in vacanza a Manila e, al ritorno, invitò in sala un gruppo di giovani studentesse di parapsicologia presso l'Università di Manila. Il giocatore apolide sosteneva di beneficiare dell'aura positiva emanata dalle ragazze. La delegazione sovietica protestò fortemente quando venne a scoprire che una coppia di guru Ānanda Mārga americani, giunti in sala con Korčnoj a seguito delle ragazze, erano stati condannati in primo grado a diciassette anni di carcere ciascuno per l'omicidio di un diplomatico ed erano in attesa del processo di secondo grado. I due indossavano il turbante e i loro sgargianti abiti tradizionali, sedendo in posizione padmasana nei pressi dei sovietici. Nella ventesima partita ai due fu richiesto di indossare abiti borghesi e sedere normalmente, mentre dalla ventunesima partita fu proibito l'accesso all'area di gioco e alle residenze dei giocatori a tutti coloro che avessero a carico delle condanne penali. I due si trasferirono nella villa privata di Korčnoj, il quale organizzava sedute meditative assieme a loro e alle ragazze per attirare a sé presunte energie positive, fino a quando i guru furono allontanati anche da essa, dietro richiesta della squadra sovietica. In seguito furono anche arrestate tre persone che avevano chiesto 15 000 USD a Korčnoj per disporre dei loro servizi di magia nera, minacciando la sua sconfitta in caso non accettasse.
I precedenti sono solo alcuni dei tantissimi episodi bizzarri  che sono stati al centro di polemiche prima e durante il corso dell'incontro, vinto da Karpov con un solo punto di vantaggio grazie al successo nella trentaduesima ed ultima partita. In un certo punto del match su richiesta di Korčnoj fu introdotto perfino un contatore Geiger nei pressi dei contendenti per escludere la presenza di sabotaggi mediante radiazioni ionizzanti e Karpov accusò l'avversario di aver borbottato degli insulti nel corso delle partite. In seguito a ciò i due giocatori smisero di scambiarsi la stretta di mano e di comunicare direttamente l'un l'altro, tanto che le proposte di patta erano riferite ai contendenti attraverso l'arbitro.
È verosimile ritenere che il gioco di Korčnoj possa essere stato influenzato negativamente, oltre che dall'effettiva presenza dello psicologo-disturbatore sovietico, dal grande spreco di energie che questi ha impiegato concentrandosi nella sua reazione alla decisione arbitrale di non sanzionare le azioni di disturbo basate su occultismo e superstizioni. Dato che fu decretato che ciò fosse lecito egli rispose alle provocazioni della squadra sovietica con le stesse armi, facendosi tuttavia notevolmente condizionare psicologicamente. Da questo punto di vista sono coincidenze significative il fatto che la prima sconfitta di Korčnoj, nell'ottava partita, sia seguita immediatamente all'apertura della guerra psicologica da parte di Karpov, che si era rifiutato di stringere la mano all'avversario prima del suo inizio, mentre la vittoria nella partita finale è stata ottenuta da Karpov quando il dottor Zuchar è tornato a sedersi in prima fila, nonostante le disposizioni degli organizzatori che lo avevano costretto a stare in fondo alla sala.

## Imbrogli nel gioco per corrispondenza e nelle simultanee

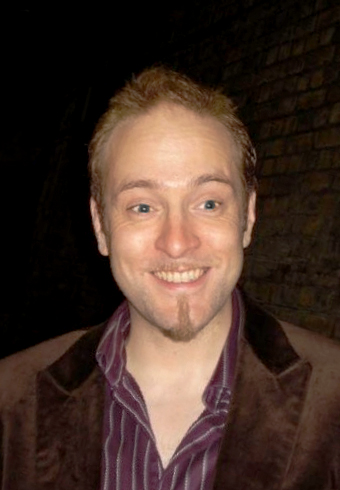
Derren Brown nel 2009.

Nel gioco per corrispondenza l'uso di libri e software può essere consentito o meno, a seconda delle decisioni delle federazioni o dei giocatori, per cui farne uso qualora fossero proibiti è ovviamente un modo di barare. Nel gioco per corrispondenza esiste un modo per giocare slealmente che consiste nello sfidare due giocatori contemporaneamente con colori diversi, usando le mosse dell'uno contro l'altro e praticamente facendoli giocare fra loro. Questo trucco è stato usato da un modesto giocatore contro Aleksandr Alechin e Efim Bogoljubov, anche se i due maestri hanno scoperto il trucco mentre discutevano per caso delle loro partite per corrispondenza.
In un'esibizione simultanea un giocatore, anche se privo di conoscenze scacchistiche, può ottenere un punteggio del 50% sul totale usando lo stesso trucco del gioco per corrispondenza, ovvero affrontando un numero pari di avversari con colori alternati e limitandosi a riportare le mosse di ciascuno di essi contro qualcun altro. L'illusionista Derren Brown ha usato questo stratagemma contro nove forti scacchisti britannici, tra i quali vi erano quattro grandi maestri, in una simultanea tenuta in una puntata del suo show televisivo Trick of the Mind. Nonostante Brown si definisse altamente scadente nel gioco, ha concluso la simultanea con quattro vittorie, due patte e tre sconfitte. Ha fatto giocare quattro dei giocatori contro altri quattro, ma si sospetta comunque che la manifestazione fosse ulteriormente truccata, in quanto Brown ha vinto anche la nona partita contro un giocatore over 2200, sicuramente troppo forte per essere battuto da un dilettante, e ha predetto correttamente il numero di pezzi che sarebbero rimasti in ogni scacchiera alla fine della simultanea.

## Imbrogli nel gioco online
Nei server dedicati al gioco online, come FICS o Playchess, è usualmente vietato l'impiego di software di analisi, salvo in aree dedicate alle competizioni fra motori scacchistici o al gioco degli scacchi avanzati. Per arginare l'uso di aiuti illeciti i gestori dei server possono adottare diverse tipologie di controlli, come l'analisi delle partite (per individuare lo stile di gioco di un motore) e il rilevamento di altri programmi eseguiti in background. Esistono poi modalità di imbroglio peculiari del gioco in rete, come l'uso di sockpuppet (ovvero utenze fittizie che vengono fatte perdere contro una utenza principale per aumentare il rating di quest'ultima), l'abuso dei canali di comunicazione con altri utenti (chat) o la disconnessione da una partita ormai persa. Gli amministratori dei server prevedono in genere varie sanzioni, come l'azzeramento del rating o il ban dell'utenza.